# Selmeci Műemlékkönyvtár (Miskolc)
A Selmeci Műemlékkönyvtár a Miskolci Egyetem és a Soproni Egyetem ősének, a Selmeci Akadémiának gyakorlatilag épségben megmaradt, mintegy 45 ezres könyvtári állományát tartalmazza az 1735 és 1918 közötti időszakból. Az egykori akadémiai könyvtár műemléki védettséget élvező zárt különgyűjtemény, amely mindkét egyetemen jelentős bázisát jelenti mind a hazai, mind pedig az európai tudomány- és technikatörténeti kutatásoknak. A Műemlékkönyvtár 1969 óta a Miskolci Egyetem könyvtárépületének földszintjén, a gyűjtemény számára tervezett klimatizált teremben helyezkedik el. A Műemlékkönyvtárat – mint múzeumot – a nagyközönség is látogathatja.
Selmecbányán 1735-ben jött létre bányászati-kohászati szakemberek képzése céljából a Bergschule, a bányászati-kohászati tanintézet. Már létesítésével egy időben rendelkeztek a képzéshez szükséges szakirodalom beszerzéséről, de Mikoviny Sámuel, az iskola első tanára is biztosított könyveket a saját könyvtárából, ezen kívül a selmeci bányamérnökség könyveit is felhasználhatták. A Bergakademie megalakulásakor az intézmény átvette a bányászati-kohászati tanintézet könyveit, de a könyvállomány új könyvbeszerzések, hagyatékok és magánkönyvtárak bevétele révén is gyarapodott. 1776-ban szinte ugrásszerű állománynövekedés következett be, amikor megvették Johann Thaddäus Peithner 1392 műből álló magánkönyvtárát. Az Akadémia egységes könyvtára 1780-ra alakult ki, ekkor a könyvtár több mint 900 művet tartalmazott, 1800 kötetben. Gyűjtőköre főleg a bányászat-kohászat, illetve a matematika területére terjedt ki. A könyvtárat eleinte csak az oktatók, illetve a főkamaragrófi hivatal tisztségviselői használhatták, a hallgatók saját szervezésükben tartottak fenn könyvtárat. Az akadémiai könyvtár kezelése korábban egy-egy kijelölt professzor, majd egy tanársegéd feladata volt, csak 1903-ban nevezték ki az első főhivatású könyvtárost, Vető Jánost. A több fejlődési fokozaton áteső akadémia, illetve főiskola könyvállománya fokozatosan, ha nem is egyenletes ütemben fejlődött, és az 1880-as évek közepén Selmecbányán immár „végleges” helyre, a Selmec központjában lévő Fritz-házba költözött, ahol már létrehoztak egy hallgatói kézikönyvtárat is. A politikai változások miatt 1919 tavaszán a főiskola – és természetesen könyvtára is – Sopronba költözött.
A műemlékkönyvtár állománya – az oktatási profil szerint – megoszlik a két utódegyetem között, mintegy háromnegyed része Miskolcon, egynegyed része pedig Sopronban található. Miskolcra került (az eredeti selmeci szakrend szerint) a mechanika, az általános gépészet, a méréstan, a föld- és bányamérés, a kémia, a fizika, az ásványtan, a földtan, az őslénytan, a bányászat, a bányajog, a kohászat, a sótermelés, a pénzverészet és a térképek anyaga. Sopronba került a matematika, az építészet és az erdészet (földművelés). Megosztva, de nagyobb részben Miskolcon van az általános technológia, a kémiai technológia (enciklopédiák, sorozatok, gyűjtemények), az általános természettudomány, enciklopédiák, tudományos intézmények kiadványai, könyvészeti periodikák, bibliográfiák stb. A Selmeci Műemlékkönyvtár anyagát Zsámboki László, az egyetemi könyvtár munkatársa, későbbi főigazgatója dolgozta fel.
Ez a szócikk alapvetően a Miskolci Egyetemen található Selmeci Műemlékkönyvtárral foglalkozik.

## A bányászati-kohászati (és erdészeti) oktatás története

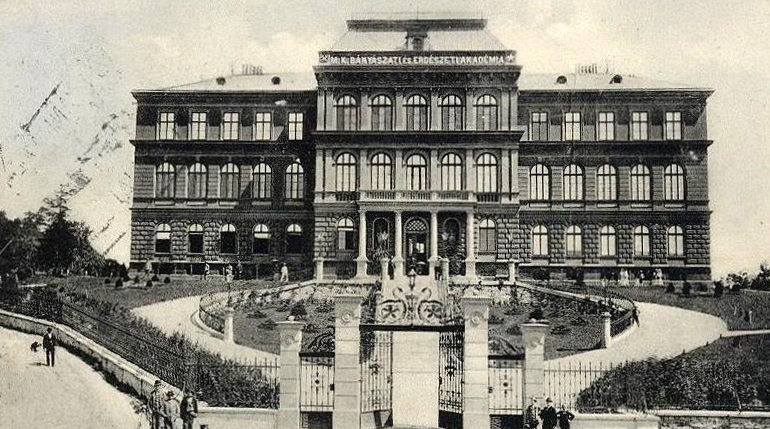
A Selmeci Akadémia épülete régi képeslapon

A 17. században az egyre inkább felgyorsuló ipari fejlődés, ezen belül elsősorban a bányászati-kohászati termelés növekedése megkívánta a Habsburg Birodalomban a témában kellő tudományos ismeretekkel (matematika, geometria, mechanika-gépészet, természettudományok) rendelkező szakemberek képzését. A korszak egyházi és magánalapítványi iskolái nem feleltek meg ennek a célnak. Ilyen körülmények között a műszaki szakemberképzést az államnak kellett felvállalnia. Így jött létre a császári és királyi kamara 1735. június 22-i döntése értelmében Selmecbánya szabad királyi bányavárosban a bányaiskola (Bergschule, Berg Schola). Az intézmény 1770-től háromtanszékes, háromévfolyamos bányászati-kohászati akadémiaként (Bergakademie, Academie Monastica) működött. 1846-ban az erdészeti tanintézet is az akadémia (ekkortól Berg- und Forstakademie, Bányászati-kohászati és erdészeti akadémia) részévé vált.
Az akadémia az 1867-es kiegyezés után (dátum szerint 1872. augusztus 15-től) magyar tannyelvű és magyar állami intézmény lett (Bányászati és Erdészeti Akadémia). 1904-ben újabb átszervezés következett, a tanintézmény neve Bányászati és Erdészeti Főiskola lett. A főiskola selmeci oktatását szakította meg az, hogy az első világháború végén Selmecbánya Csehszlovákia része lett. 1919 tavaszán a főiskola teljes tanári karával és hallgatóságával, oktatási felszereléseivel és könyvtárával együtt Sopronba költözött. 1922-ben Bányamérnöki és Erdőmérnöki Főiskolára változott a neve. A soproni főiskola 1934-ben, az akkor alakuló m. kir. József Nádor Műszaki és Gazdaságtudományi Egyetem bánya-, kohó- és erdőmérnöki kara lett, a soproni székhely maradt. 1949-ben jött létre a Nehézipari Műszaki Egyetem Miskolcon, és a soproni bánya- és kohómérnöki képzést ide helyezték át, melléjük gépészmérnöki kart szerveztek, az erdészképzés Sopronban maradt. Ekkor költözött Miskolcra a könyvtári állomány nagyobbik hányada is.

## A könyvtár története

### A Bergschule könyvtára
A bányászati-kohászati tanintézet, a Bergschule létrehozásáról rendelkező 1735. június 22-i kamarai leirat megjelölte azokat a legfontosabb bányászati-kohászati szakkönyveket is, amelyek tartalmazták a kor legfontosabb szakismereteit, és mindenképpen szükségesek voltak a hallgatók megfelelő színvonalú oktatásához. „A scholarok szakmai tudásuk erős fundamentumát a bányászati-kohászati könyvek teljes figyelmességgel történő szorgalmas tanulmányozása révén rakhatják le; ezért a főbányahivatali igazgató gondoskodjék arról, hogy az iskola részére ajánlott, kifejezetten idevágó tudományokkal foglalkozó authorok alább felsorolt műveit kincstári költségen szerezzék be; elsősorban a Corpus juris et systema rerum metallicarumot, aztán Herttwig Christoph compendium formájában megjelent Berg-Buch-ját, továbbá Rößlertől a Speculum metallurgiae politissimumot, valamint Ercker Lazarus Aula subterraneáját és nem utolsó sorban Voigtei Nicolaustól a Geometria subterraneat; ezeket a könyveket a tanulók a tanórákon kívül kötelesek magok között felolvasni, ezekből hasznot és tudást meríteni, amely idővel hasznos szolgálatot tehet és tesz is hivatali és szakmai működésük során (in ipso exercendo officio, et in operatione)”. A megnevezett irodalmakat be is szerezték, és ez az öt könyv ma is megvan a múzeumkönyvtár gyűjteményében:
- Johann David Zunner: Corpus Juris et Systema Rerum Metallicarum, oder Neuverfaßtess Berg-Buch…. Gyűjteményes munka, Frankfurt am Mainban adták ki 1698-ban. A gyűjtemény első része Christoph Encelius (Entzel) De re metallica című művének német fordítása. Encelius könyve öt évvel Agricola nagy műve előtt, 1551-ben jelent meg, és ez volt az első ásványtani szakkönyv. Tartalmazza még a tankönyv az első nyomtatásban megjelent bányászati szakkönyv, Ulrich Rülein von Calw Bergbüchlein művének a szövegét, a továbbiakban olyan jogi és ügyintézési ismereteket is tartalmaz, amelyekre egy gyakorló bányatisztnek szüksége lehetett.
- Christoph Herttwig: Neues und Vollkommenes Berg-Buch. Az 1710-ben, Drezdában és Lipcsében megjelent első kiadás. A mű lényegében bányászati és bányajogi lexikon.
- Balthasar Rößler: Speculum Metallurgiae Politissimum, oder: Hell polierter Berg-Bau-Spiegel. Rößler freibergi bányamérő volt, műve 1700-ban jelent meg Drezdában. Ez a könyv – Agricola (1556) és Löhneiss (1617) műve mellett – a harmadik nagy bányászati-kohászati összefoglaló mű.
- Lazarus Ercker: Probier Buch. A mű két évszázadon át, a kohászat kémiai alapokra helyezéséig, a kohászattan alapvető művének számított. A könyvtárban három német kiadása van meg: az 1629-es, az 1703-as és az 1736-os, mindhárom Frankfurtban jelent meg.
- Nicolaus Voigtel: Geometria Subterranea oder Markscheide-Kunst. Bányaméréstani tankönyv, amit 1686-ban adtak ki először. A könyvtárban az 1713-as kiadás van meg.[13]

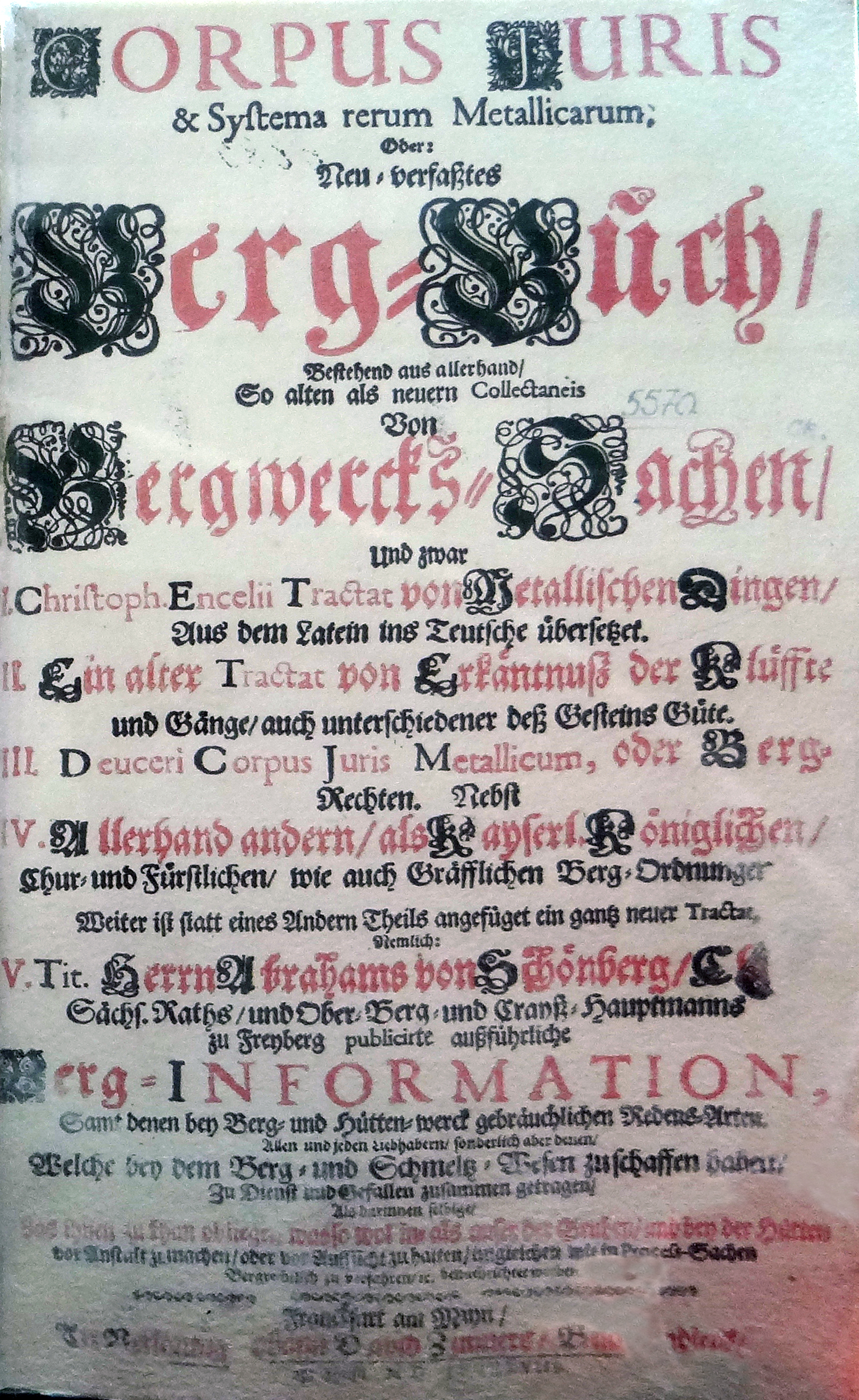
Johann David Zunner: Corpus Juris et Systema Rerum Metallicarum, 1698
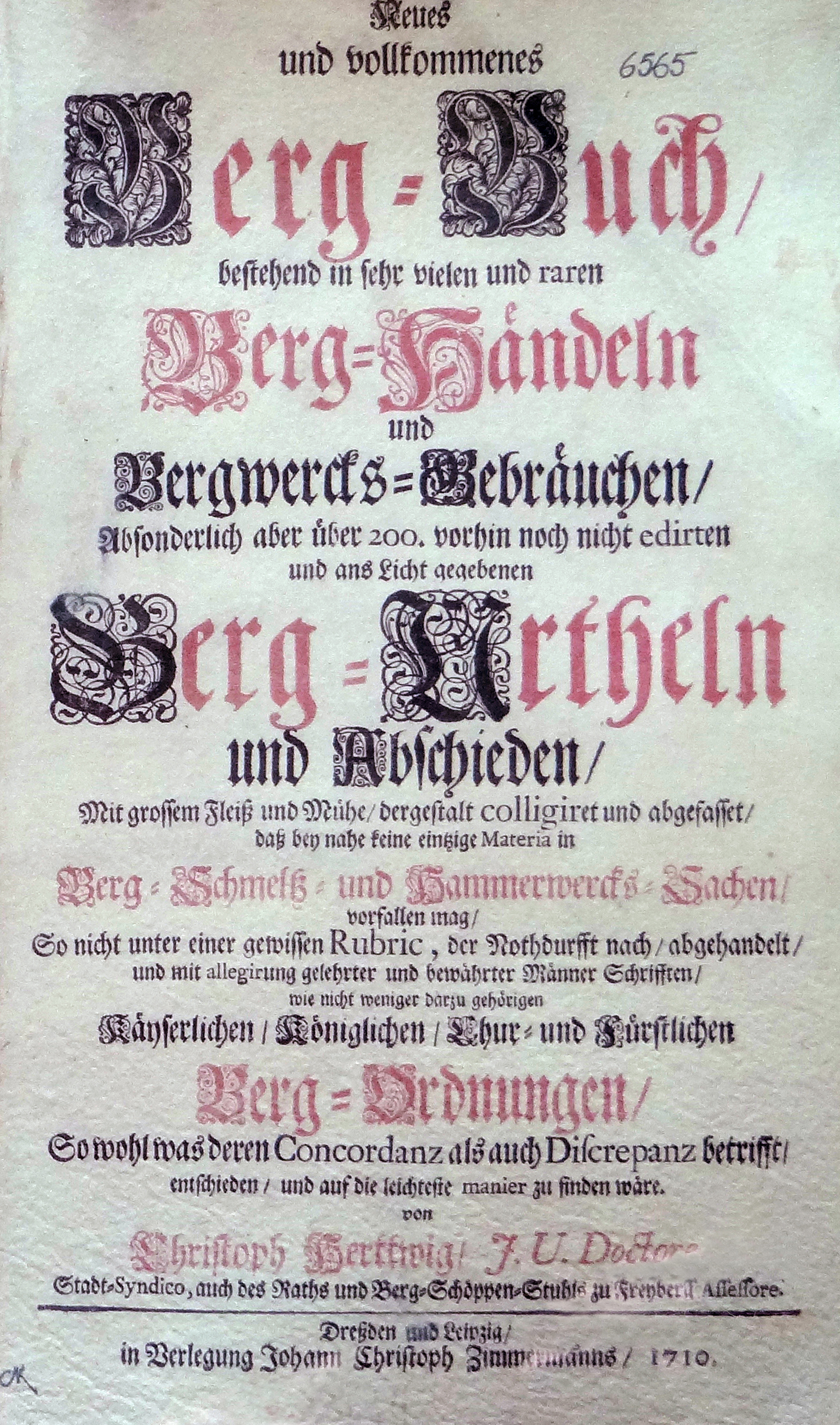
Christoph Herttwig: Neues und Vollkommenes Berg-Buch, 1710
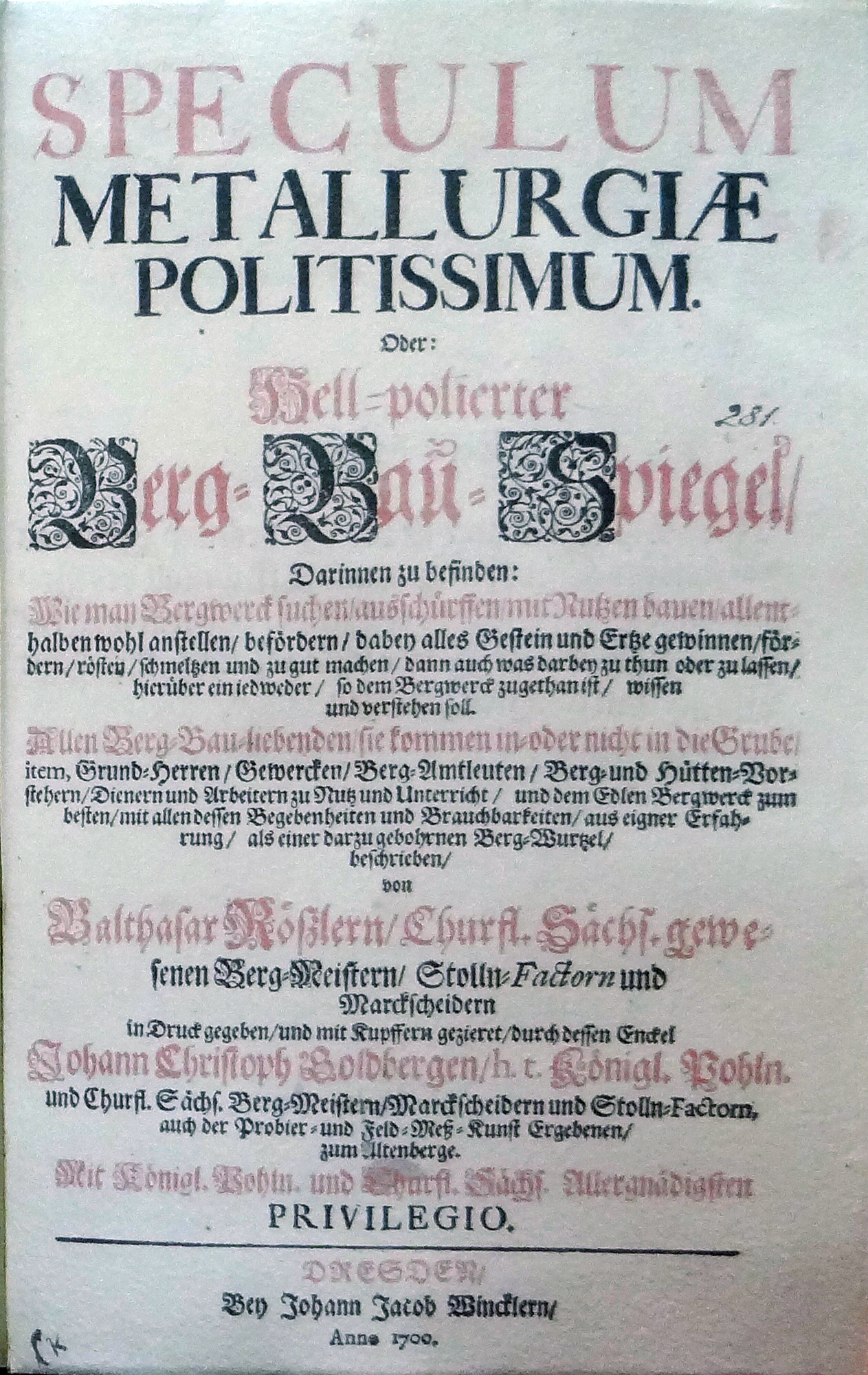
Balthasar Rößler: Speculum Metallurgiae Politissimum, 1700
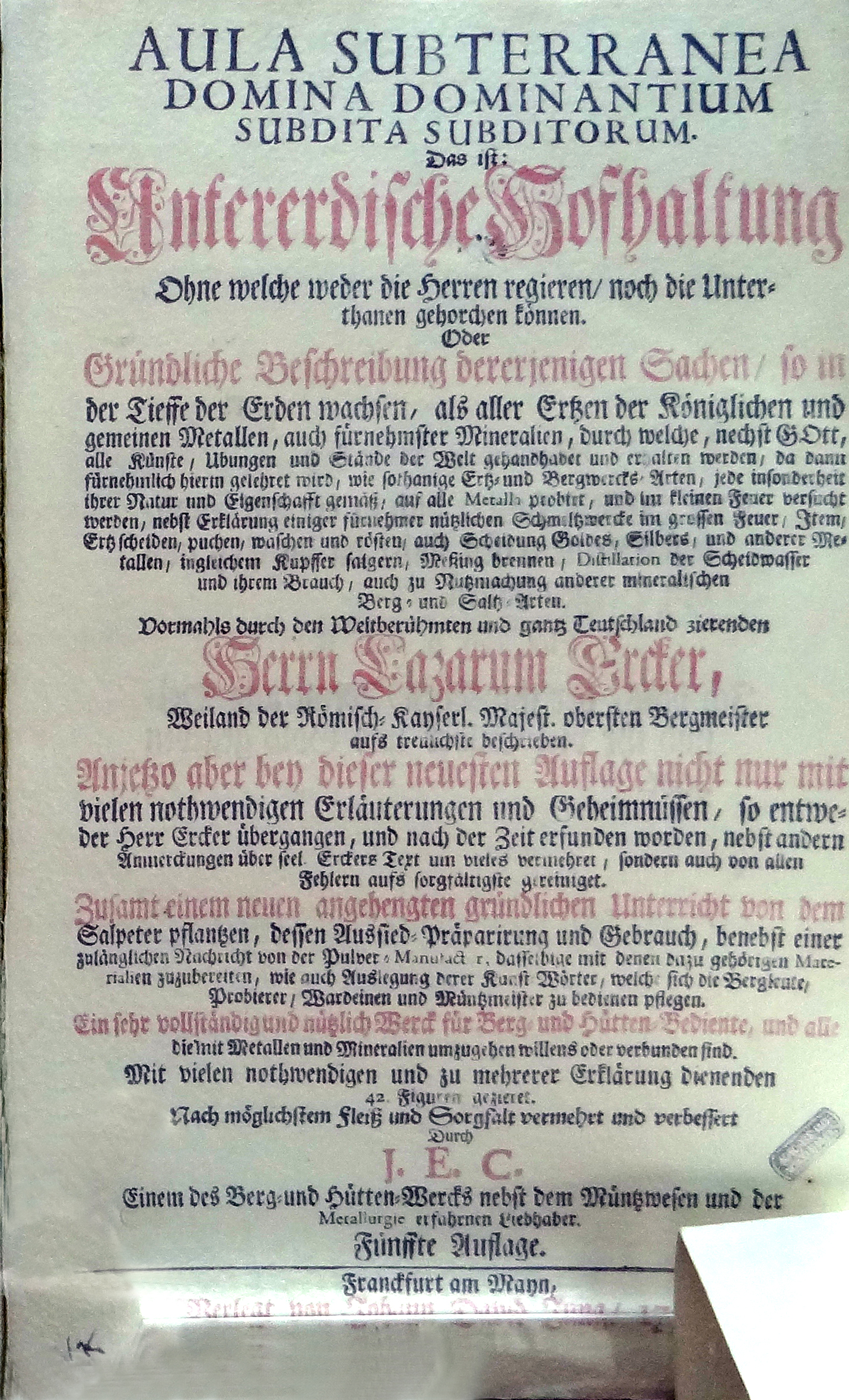
Lazarus Ercker: Aula subterranea, domina dominantium, subdita subditorum, 1736
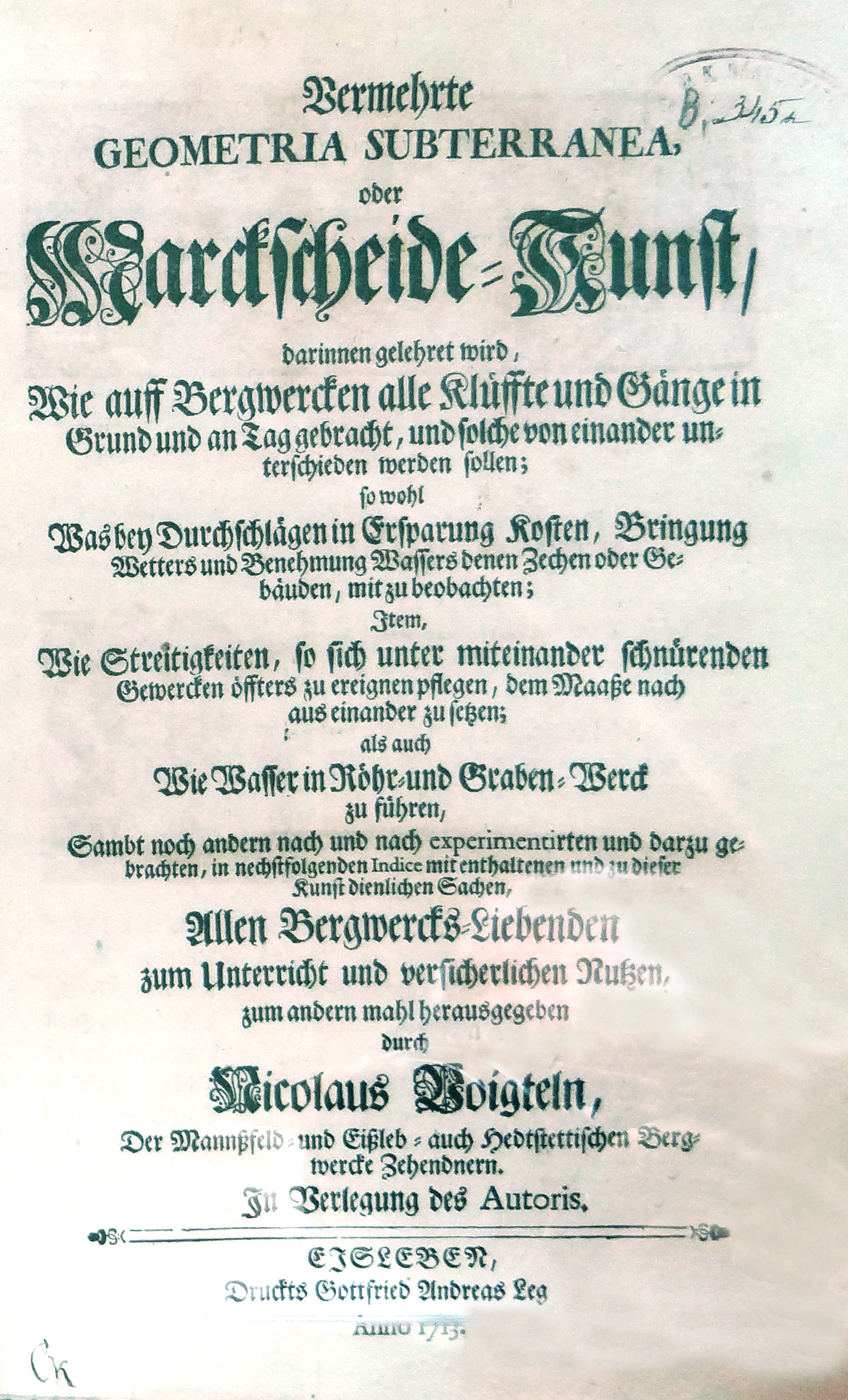
Nicolaus Voigtel: Geometria Subterranea, oder Marckscheide-Kunst, 1713

Az iskolában az első évfolyamon Mikoviny Sámuel, a bányakerület bányamérnökségének a főnöke  oktatta az „alapozó” tantárgyakat (számtani-mértani és mérnöki alapismeretek), a második évfolyamon a bányászat-kohászat fő területeit (bányaművelés-bányajog, bányamérés, ércelőkészítés, kémlészet-kohászat, pénzverés-aranyválatás) az adott szakterület vezető szakembere oktatta. Az első évfolyamon a könyveket Mikoviny Sámuel biztosította a saját könyvtárából, a szaktantárgyakhoz pedig felhasználták a selmeci bányamérnökség (Markscheiderei) – akkori viszonyok szerinti – gazdag könyvállományát. Itt helyezték el a beszerzett öt nevezetes könyvet is. A hivatal könyvei aztán bekerültek az akadémia könyvtárába, amiket a „Schemnitzer Markscheiderei” kézírásos bejegyzésről lehet megismerni. A Bergschule könyvtári állományának pontos számáról nincs információ, 60–70 és 100–120 között lehetett.

### A Bergakademie (Bányászati-kohászati akadémia) könyvtára
Az akadémia megalakulásáról 1762-ben döntöttek, és első professzora Nikolaus Joseph Jacquin volt, akihez a későbbiekben Nikolaus Poda, Christoph Traugott Delius és 
Johann Thaddäus Peithner csatlakozott, majd más, szintén neves professzorok is. A könyvtár állománya az ő könyvbeszerzéseikből, kisebb hagyatékok és magánkönyvtárak bevételéből (például a Stampfer- és a Mayer-hagyaték) bővült. Meg kell jegyezni, hogy az akadémián eleinte nem egy egységes könyvtár létezett, hanem az egyes tanszékek állományában voltak a könyvek. Az akadémia könyvtára megnevezés (Bibliothec der Bergakademie, Akademische Bücher-Sammlung stb.) csak 1776-tól szerepel a forrásokban. Például egy 1770. szeptember 9-én felvett inventár (leltárkönyv) szerint a Poda-féle tanszéken 33 mű 109 kötete volt megtalálható. Peithner tanszékén (a saját könyvtárán kívül) 63 bányászati-kohászati mű szerepelt a kimutatásban.
Az akadémiai könyvgyűjtemény létrehozásában Peithnernek volt nagy szerepe. Peithner a selmeci bányászati tanszékre Prágából került, és idehelyezése után azonnal beadvánnyal fordult a bécsi udvari kamarához szakszerű akadémiai könyvtár felállítása ügyében, és erre a célra felajánlotta 1392 műből álló saját könyvtárát. A kamara 4000 forintért meg is vásárolta a könyvtárat az akadémia számára, amit Peithner 1776. október 14-én adott át Karl Thierenbergernek, a matematika akkori professzorának, a könyvgyűjtemény aktuális kezelőjének, döntő mértékben hozzájárulva a ma is világhírű gyűjtemény megalapozásához. A gyűjteménybe természetesen átkerült a bányászati-kohászati tanintézet teljes könyvtára is.

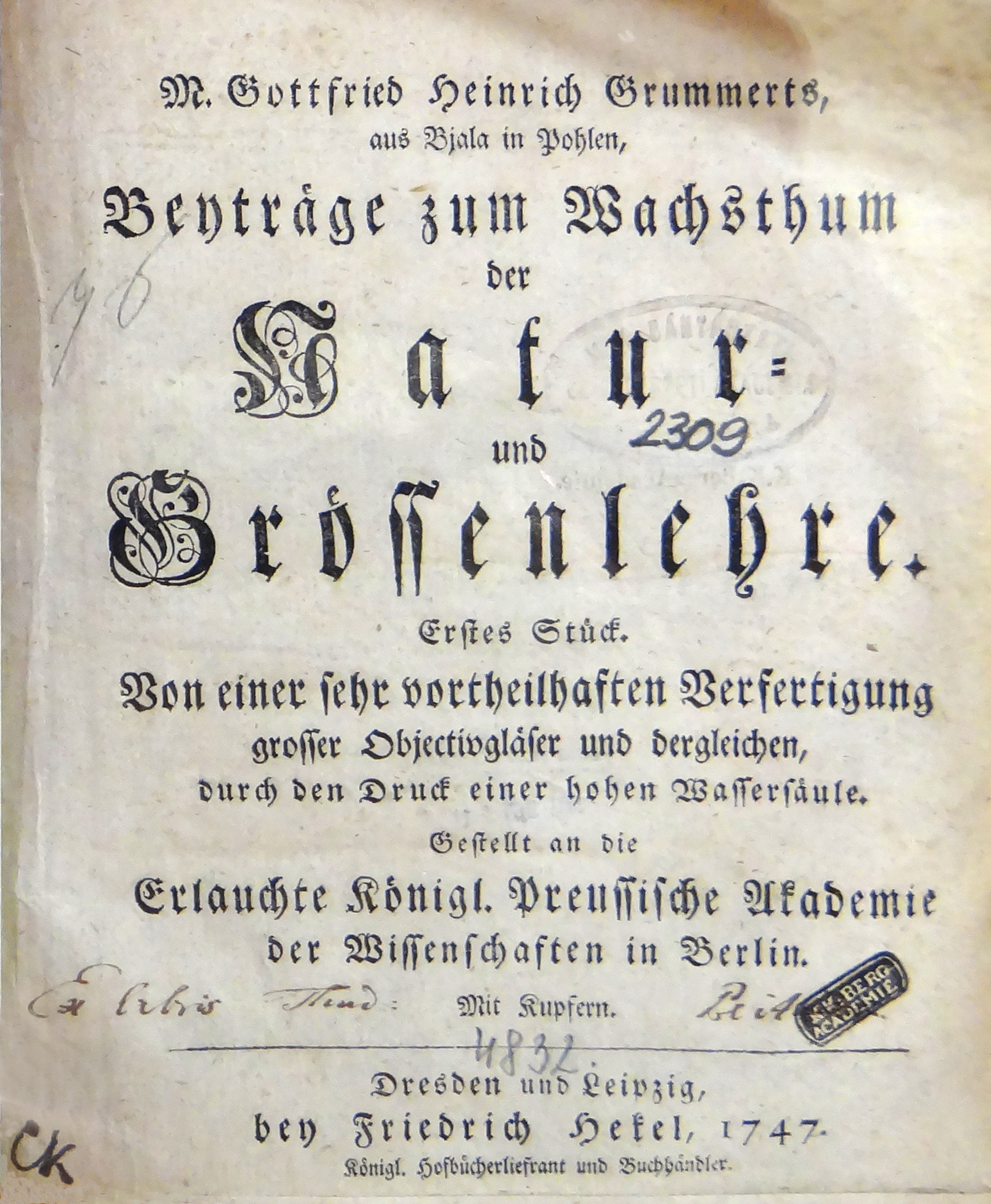
Grummerts: Beyträge zum Wachsthum der Natur- und Grössenlehre (1747). A könyvben látható Peithner Ex libris bejegyzése

Peithner 126 lapos könyvjegyzéke szerint könyvtári állományának megoszlása a következő volt:
| Természettudományok, technika, bányászat, kohászat, pénzverés, bányajog, állam- és bányagazdaság | 526 mű | 37,8% |
| Jogtudomány                                                                                      | 351 mű | 25,2% |
| Történelem, földrajz                                                                             | 317 mű | 22,8% |
| Nyelvtudomány                                                                                    | 92 mű  | 6,6%  |
| Orvostudomány                                                                                    | 74 mű  | 5,3%  |
| Hittudomány                                                                                      | 32 mű  | 2,3%  |
A Peithner-gyűjteményből kerültek a könyvgyűjteménybe például a következő művek: Agricola: De re metallica (első német nyelvű (1557) és egy latin nyelvű (1657) kiadás), Conrad Gessner: De omni rerum fossilium genere (gyűjteményes munka, 1565), Leonhard Thurneysser: Magna alchymia (1587), Ubaldo: Mecanicorum Liber (1615), Sebastian Span: Sechshundert Berg-Urthel (gyűjteményes munka, 1636), Gottfried Heinrich Grummerts: Beyträge zum Wachsthum der Natur- und Grössenlehre (1747) stb., valamint számos kézirat.
Az akadémia egységes könyvtára 1780-ra alakult ki. A 18. század végén a könyvtár több mint 900 művet tartalmazott, 1800 kötetben. A számszerű adatoknál figyelembe kell venni, hogy a gyűjtőkör két átfogó szakterületre terjedt ki:
- bányászat, bányamérés, sótermelés, bányagazdaságtan, bányajog, kohászat, kémlészet, pénzverés (teljességre törekedve),
- az előbbiek köréhez kapcsolódva: matematika, geometria, fizika, mechanika, hidraulika, kémia, ásvány- és földtudományok, gépészet, építészet, erdészet, illetve az általános természettudományi, műszaki, közgazdasági irodalom legjelentősebb művei.

Az akadémia könyvtára erre az időre az ország legjelentősebb természettudományos, műszaki-technikai gyűjteményévé vált. Gyűjtőkörének két fő területe a bányászat és a kohászat szakirodalma volt. Állományának megoszlása a század végén:
| matematika, geometria, mechanika, fizika, kémia, ásványtan, földtan | ~620 mű | 1210 kötet |
| bányászat, kohászat, technika                                       | ~280 mű | 590 kötet  |
A 18. század második felében kezdtek elterjedni a szakfolyóiratok, amelyek a könyvektől eltérően gyorsabban és rugalmasabban tudták közzétenni az új szakmai-tudományos eredményeket. Akár annak bizonyítékaként is felfogható, hogy az akadémia és könyvtára benne élt a nemzetközi tudományos életben, és nyomon követte a legfrissebb eredményeket, már a század utolsó harmadában megjelentek a könyvtár állományában a periodikus kiadványok is. A század végén a folyóiratok megoszlása a következő volt: egy matematikai, húsz kémiai-fizikai, három ásványtani, hét bányászati-kohászati, kilenc műszaki-gazdasági, öt természettudományi, négy tudományos akadémiai és egy erdészeti. A gyűjtőkörből kiemelve a kohászat-bányászatot, a 18. század végéig a világon kilenc periodikus kiadvány jelent meg (hat német, két svéd, egy francia), amelyek (a két svéd kivételével) az induló évfolyamuktól kezdve jártak a könyvtárba (például: Magazin der Bergbaukunde 1785-től, Bergbaukunde 1789-tól, Journal des Mines 1793-tól, utóbbi ma is él Annales des Mines címen).
1808-ban a könyvtár már több mint 3000 kötettel rendelkezett, de a megjelölt gyűjtőkörből csak azokat a könyveket szerezték be, amelyek „…elengedhetetlenül szükségesnek találtattak a bányásznövendékek kiképzésére”. A 19. század első felében a periodikák megjelenése ellenére az állomány számbeli növekedése nem volt olyan erőteljes, mint korábban, de az oktatás területén határozott fejlődésről lehet beszélni: új tantárgyak oktatása kezdődött, új tanszékek alakultak, ezek eredményeként kiváló szakemberek kerültek ki az intézményből, akik közül számosan az anyaiskolába, illetve ausztriai, cseh és magyar felsőoktatási intézményekbe kerültek professzorként. A könyvtári állomány növekedése a század első harmadában 80–100 kötet lehetett évente, és csak a század végén érte el az évi hatszáz kötetet, az utolsó két selmeci évtizedben pedig ez a szám már az 1100-at is meghaladta.
A könyveket sokáig az eredeti kötésükben tartották, a mai állomány nagy része azonban egységes, barnás árnyalatú papírkötéssel rendelkezik, a gerincükön színes címkékkel. Korábbi kutatások a könyvek átkötését a 19. század végére tették, és Pauer János nevéhez kötötték, ráadásul az átkötés tényét rongálásnak, károkozásnak tüntették fel. Újabb kutatások azonban a könyvek átkötését sokkal pozitívabban ítélik meg, azt az 1843/44-es leltár előtti időszakhoz és az 1837–38-ban kinevezett Ignaz Schwartz nevéhez kötik. Az átkötések a Selmecbányán akkoriban működő két könyvkötő, Bránszky vagy Waltersdorfer műhelyében készültek. 1871–75 után a könyveket fekete félvászon kötéssel látták el, de később már csak a folyóiratokat kötötték feketébe, a könyveket megtartották eredeti kötésükben. Mindazonáltal az 1750-es évekig megjelent könyvek eredeti bőrkötésükben maradtak. A könyvek gerincén két, díszes filétával keretezett címkét helyeztek el: a felső, 28 mm magas címkén a leltári-raktári jelzetet, az alsó, 50 mm-esen pedig a szerzőt, a rövid címet és a kötetszámot tüntették fel.
A könyvtárat ekkoriban csak az oktatók, illetve a főkamaragrófi hivatal emberei használhatták, a hallgatók nem. A hallgatók szakkönyvekhez való hozzáféréséhez két lehetőség volt. Az egyik a nem hivatalos hallgatói klubban, a „Zum Goldenen Grubenlicht” nevű kávéházban működő könyvtár volt. Az intézményt a hallgatói testület működtette, és könyvtárában néhány száz könyv volt, emellett szakfolyóiratokat és újságokat is járattak. A könyvtárat a hallgatók közül választott könyvtáros kezelte. A másik lehetőséget az 1830-as években megalakult Selmeci Magyar Olvasó Társaság (később, 1887-től Bányászati és Kohászati Irodalompártoló Egyesület)  a magyar nyelvet és irodalmat pártoló hallgatók, oktatók és városi polgárok szervezete nyújtotta. Könyvtáruk az 1840-es évek közepén már több mint 1000 kötetet tartalmazott, és a beiratkozott tagok harmada-fele akadémista volt.

### A Berg- und Forstakademie (Bányászati-kohászati és erdészeti akadémia) könyvtára

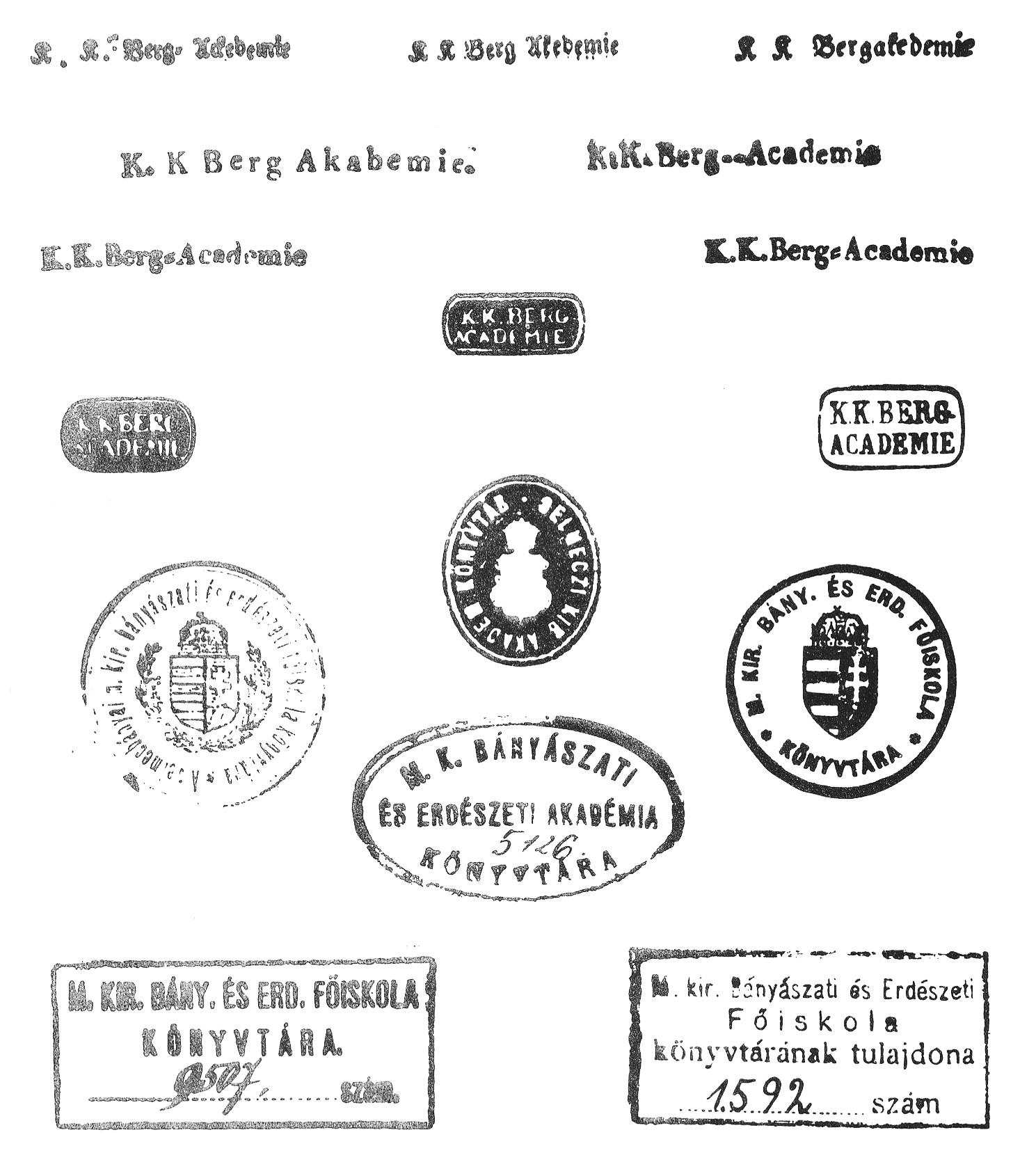
A Selmeci Akadémián használatos könyvtári bélyegzők

1846-ban az akadémiát átszervezték, kibővült az erdészeti tanintézettel, egyúttal a teljes intézmény levált a selmecbányai főbányagrófságtól. 1848–49-ben az akadémia a magyar vallás- és közoktatási minisztérium felügyelete alá került. Megkísérelték a magyar oktatási nyelv bevezetését, de ez a magyar nyelvű szakkönyvek hiánya és a rendelkezésre álló rövid idő miatt nem sikerülhetett. Nemzetiségi ellentétek miatt az osztrák és a cseh-morva hallgatók elhagyták Selmecet, és részükre Leobenben és Příbramban hoztak létre iskolát. Ezzel az akadémia birodalmon belüli egyedülállósága megszűnt, és szakmai kisugárzása egyre inkább Magyarországra korlátozódott. 1848-ban jelent meg – az Olvasókörön belül és Pettkó János professzor vezetésével készült – Bányászati szófüzér című német-magyar bányászati-kohászati szótár. A kéziratot a Műemlékkönyvtár őrzi.
A 19. századból a legrégebbi könyvleltár 1844-ből ismert. A leltári számokat a gerincen tüntették fel, ezért a következő leltározáskor ezek eltűntek. 1844-ben az állományt a tizenkét szakcsoporton belül betűrendbe sorolták, és folytatták az egységes köttetést, a leltári számot beírták az előzéklapra, egyúttal – aranyozva – a gerincen is elhelyezték. A leltározások során alkalmazott bélyegzők formája, kivitele nagyban segíti a kutatást az időrend vonatkozásában: 1844 előtt többféle „k.k. Berg-Akademie” feliratú, egysoros bélyegzőt használtak, 1844/45-ben az új leltár során 20×8 milliméteres, fekete, „k.k. Berg Academie” bélyegzőt ütöttek minden példányba, majd 1845 és 1862 között az utóbbihoz hasonló, de 18×9 mm-es, enyhén ívelt oldalú bélyegzőt használtak.
A könyvtár kezelése korábban egy-egy kijelölt professzor feladata volt (díjazás nélkül), de az 1840-es évektől új kezelési rend alakult ki: ekkortól az erdészeti professzor mindenkori tanársegédének feladata lett, immár díjazás ellenében. Az első ilyen személy Ignaz Schwartz volt, aki rendes tanárrá való kinevezése után is vállalta ezt a munkát, és ellátta egészen 1864-ben bekövetkező nyugdíjba vonulásáig. Ezután Paulinyi Sándor tanársegéd (Ásványtan-földtan-őslénytan tanszék), 1865-től Helmer Károly (Kémia-kohászat tanszék), 1866-tól Gretzmacher Gyula (Bányaműveléstani tanszék) kezelte a könyvtárat.
A könyvtár elhelyezkedésével kapcsolatban hézagosak az információk. Lehet tudni, hogy 1847-től a Schittko-házban, majd 1871-ig a főtéren álló bányabírósági palota emeletén működött. 1854-ben tervbe volt véve egy központi épület megépítése az Akadémia számára (ebben a könyvtár hat termet kapott volna), de ez nem valósult meg.

### A Bányászati és Erdészeti Akadémia könyvtára
Az 1867-es kiegyezés után az intézmény magyar állami irányítás alá került, és fokozatosan bevezették a magyar oktatási nyelvet. Az addig egységes bányászképzés négy, bányászati, fémkohászati, vaskohászati és gépészeti-építészeti szakra osztódott. A könyvtár megnyugtató elhelyezése továbbra sem oldódott meg, 1867 és 1885 között négy különböző épületben működött. 1871-ben a bányabíróság három szobájában, majd 1876-ban a városi kórházban helyezték el. Végül 1885-ben a pénzügyminisztérium megvásárolta a Fritz-házat a város központjában, amit Schulek Frigyes tervei szerint építettek át. Az épületben az első időkben 166 négyzetmétert használtak (négy terem, egy olvasó és egy előszoba), majd a századfordulón ez további két helyiséggel bővült 199 m²-re.
1873-tól a könyvtárat egy erre a célra alkalmazott akadémiai titkár, Pauer János gondozta. Három évtizedes működése alatt korszerűbbé vált a könyvtár kezelése, a nyilvántartás, a kölcsönzés. Megszüntette a szakcsoportos leltárt, bevezette a folyószámozást az I. szaktól a XII. szak utolsó tételéig, és lényegében ez maradt meg növekvő formában egészen 1952-ig, a könyvtár megosztásáig. 1867/68-tól használtak először magyar nyelvű könyvtári bélyegzőt (kék színű, negatív nyomat: „SELMECZI KIR. AKADEM. KÖNYVTÁR”). Megváltozott a könyvkötés is: az addigi egész-papírkötést fekete félvászon kötésre módosították. Pauer 1899-ben megjelentette a teljes könyvtári állományt tartalmazó kötetkatalógust, majd 1899-ben kiadásra került a címjegyzék is. A könyvtárat helyben olvasással vagy kölcsönzéssel mindenki használhatta: az oktatók, a hallgatók, de még a városi polgárok is – beiratkozási kötelezettséggel.

### A Bányászati és Erdészeti Főiskola könyvtára
Az intézmény 1904-ben főiskola lett húsz tanszékkel és négyéves képzési idővel. 1912-ben elkészült az akadémia új kémiai szárnya, majd a vaskohászati anyagvizsgáló laboratórium. A könyvtár elhelyezésében nem történt változás, de a nagykönyvtár mellett egy 982 kötetes hallgatói (ifjúsági) kézikönyvtárat is kialakítottak, amit egy 29 négyzetméteres helyiségben helyeztek el. Az állomány bővülésének arányai az alaptárgyi képzés erősödése miatt megváltoztak. A könyvtár irányítását 1905 és 1916 között Podhorszky József professzor látta el. Munkáját a még 1903-ban kinevezett Vető János főhivatású könyvtáros segítette, aki közel öt évtizedig gondozta a könyvtárat. 1902-ben új leltárt készítettek, amit évente gyarapodási jegyzékkel bővítettek. A könyvtár köteteinek száma 1904 és 1908 között 27 000-ről 40 000-re nőtt, az ifjúsági könyvtár állománya másfélszeresére emelkedett. A bővítésre fordított összeg 13–18 ezer korona volt évente.
Az első világháború kitörése miatt a főiskola anyagi támogatása lecsökkent, hallgatóinak, oktatóinak egy része bevonult, a hallgatói létszám drasztikusan lecsökkent (száz fő alá). 1918 őszén a pénzügyminisztérium elrendelte a főiskola Sopronba költözését.

### A selmeci könyvtárak vezetői
A selmeci könyvtárak kezelésével általában egy-egy professzort bíztak meg, később a tényleges munkát tanársegédek végezték, de a professzorok megtartották a felügyeletet. A könyvtárak vezetői a selmeci időszakban:
- 1735–1750 Mikoviny Sámuel
- 1763–1769 Nikolaus Jacquin
- 1765–1771 Nikolaus Poda
- 1769–1779 Giovanni Antonio Scopoli
- 1770–1772 Christoph Traugott Delius
- 1772–1777 Johann Thaddäus Peithner
- 1771–1779 Karl Thierenberg
- 1781–1791 Ruprecht Antal
- 1791–1811 Patzier Mihály
- 1807–1832 Heinrich David Wilckens
- 1841–1848 Friedrich Ignaz Schwarz
- 1848–1849 Lázár Jakab
- 1849–1861 Friedrich Ignaz Schwarz
- 1859–1864 Wagner Károly
- 1864 Paulinyi Sándor
- 1865 Helmer Károly
- 1866 Gretzmacher Gyula–Schwartz Ottó
- 1873–1904 Pauer János
- 1905–1916 Podhorszky József

## A Selmeci Műemlékkönyvtár Miskolcon

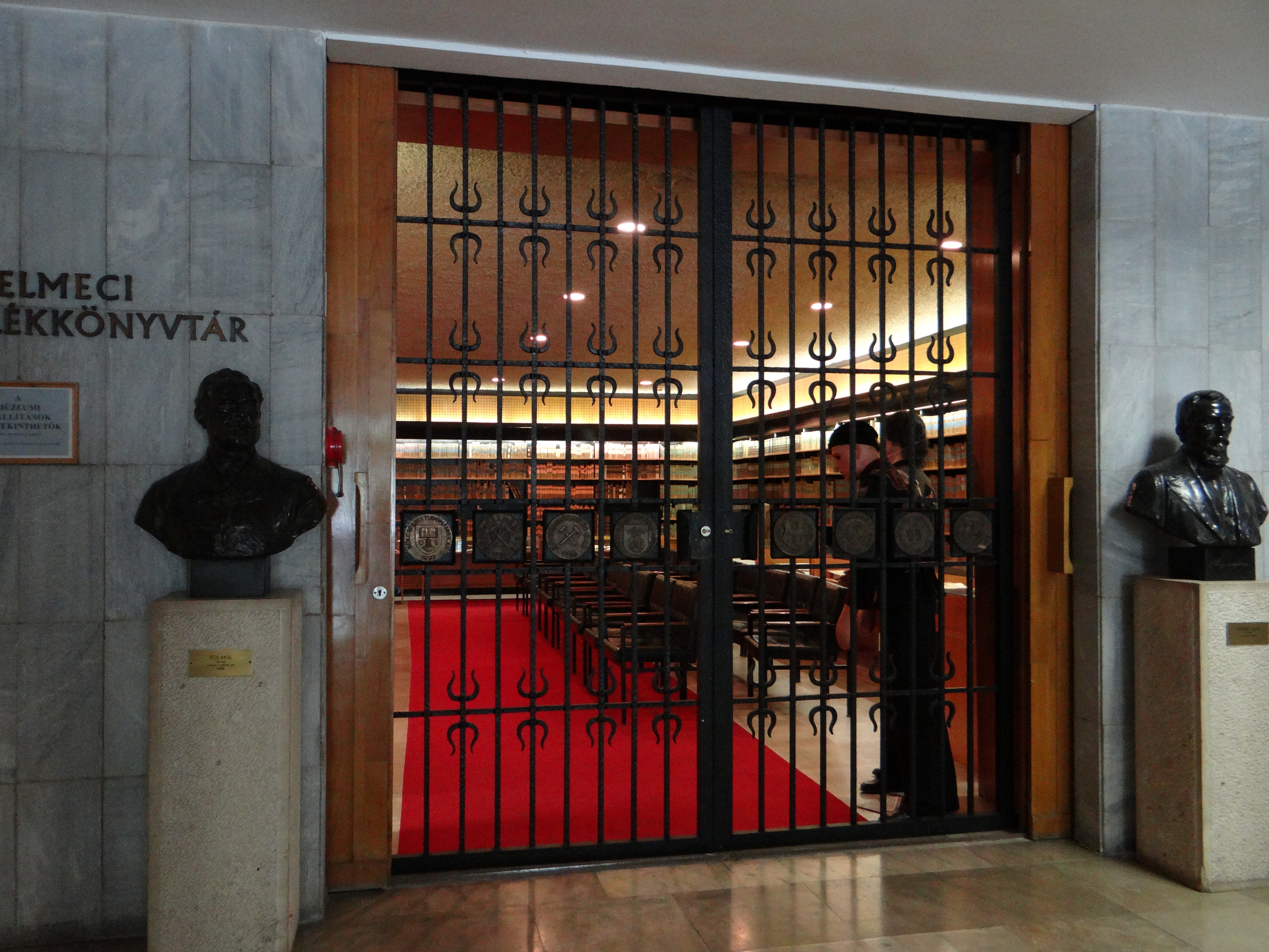
A Selmeci Műemlékkönyvtár kovácsoltvas kapuja

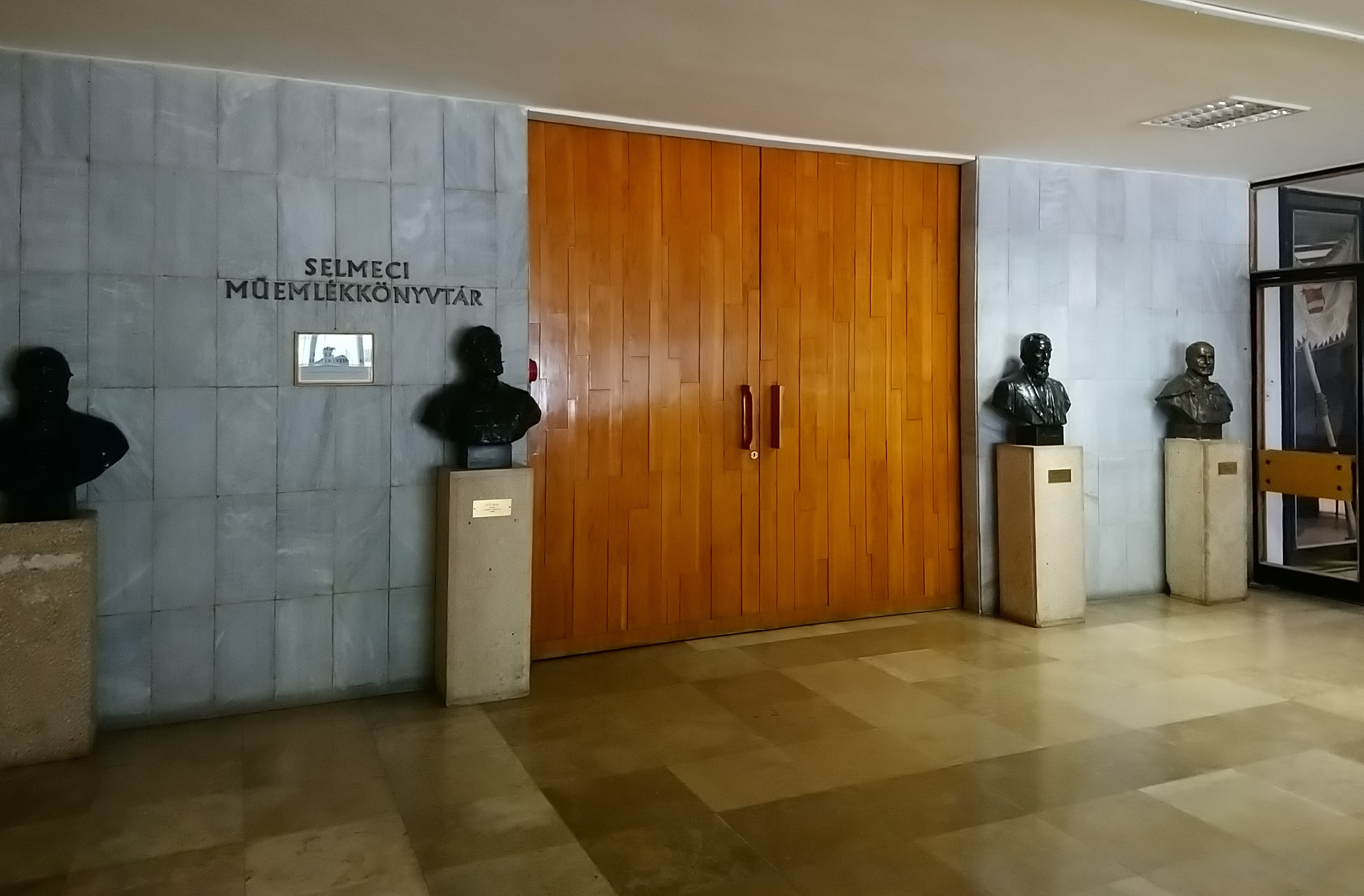
A Selmeci Műemlékkönyvtár bejárata

A Selmeci Műemlékkönyvtár a Miskolci Egyetem Központi Könyvtárában kapott helyet. A könyvtári objektum Tolnay Lajos tervei alapján épült, és 1969. augusztus 21-én nyitotta meg kapuit. Az épület az Egyetemváros parkterületének gyakorlatilag a közepén helyezkedik el, kétszintes, hatalmas üvegfelületekkel rendelkező építmény. Az épület földszintjén, a Selmeci Műemlékkönyvtár számára tervezett 132 m²-es klimatizált teremben helyezkedik el a gyűjtemény kiállított része. A falak mentén, nyitott polcrendszerben több mint hat és félezer kötet található. A könyvek egy részét – a kiállítási kívánalmaknak megfelelően – üveges tárlókban mutatják be. A könyvtárat hatalmas, kétszárnyú faajtó zárja le, de ezen belül egy kovácsoltvas kapu is van, amely Bieber Károly iparművész műhelyében készült 1985-ben, Piller György kovácsolta. A kapun elhelyezték Varga Miklós, miskolci szobrászművész bronzból készült kari emblémáit is.
A Selmeci Műemlékkönyvtár a Selmecbányán, a 18. században alapított bányászati-kohászati-erdészeti oktatási intézmény világviszonylatban egyedülálló, eredeti rendszerében és gyakorlatilag hiánytalanul megmaradt műszaki-természettudományos szakkönyvtára. A két jogutód, a Miskolci Egyetem és a Soproni Egyetem az 1970-es években egyezett meg a könyvtár megosztásáról. A megosztás elvi alapja az oktatott szakterületek voltak. Így Miskolcra került 30 318 leltári tétel, Sopronba 19 601. Ennek értelmében Miskolcon van (az eredeti selmeci szakrend szerint) a mechanika, az általános gépészet, a méréstan, a föld- és bányamérés, a kémia, a fizika, az ásványtan, a földtan, az őslénytan, a bányászat, a bányajog, a kohászat, a sótermelés, a pénzverészet és a térképek anyaga. Sopronba került a matematika, az építészet és az erdészet (földművelés). Megosztva, de nagyobb részben Miskolcon van az általános technológia, a kémiai technológia (enciklopédiák, sorozatok, gyűjtemények stb.), az általános természettudományok, enciklopédiák, tudományos intézmények kiadványai, könyvészeti periodikák, bibliográfiák stb. A Selmeci Műemlékkönyvtár anyagának tartalmi feltárását Zsámboki László, az egyetemi könyvtár munkatársa, későbbi főigazgatója végezte el tudományos igényességgel. A könyvtár tervezett rekonstrukciója a Műemlékkönyvtárat érinti.
Az egykori selmeci könyvtár Sopronban lévő állományrészében található a VII. szak (Erdészet) teljes állománya, az I. szak matematika és építészet része, a IX., Technológia szakból az erdészettel kapcsolatos szerves kémiai rész, valamint a X. szakból az erdészeti tudományokhoz tartozó botanika, zoológia és talajtan.
A múzeumteremben a könyvállomány az 1862-es leltári és raktári rend szerinti elrendezésben látható, ezen kívül zárt üvegtárlókban néhány könyv belsejébe is be lehet tekinteni. A múzeum a nagyközönség által is látogatható.

## A selmeci szakrend
A miskolci műemlékkönyvtár felépítése megtartotta az úgynevezett „selmeci szakrend”-et. Ez a szakrend tizenkét szakcsoportba sorolta a könyveket, amely beosztás logikájában fellelhető az egyes évfolyamokon oktatott tananyag rendszere. A szakrend eredete nem ismert, nincs példája az egykorú német bányászati-kohászati könyvtárakban, de a bécsi udvari kamara szakkönyvtára 1843 és 1847 között szintén ezt a rendszert használta. A selmeci szakrendet az 1843/44. évi leltározás idején vezették be, és az 1870-es évekig volt használatban. A műemlékkönyvtárban az eredeti szakrend szerint rekonstruálták az akadémia könyvtárát, a polcokon a szakoknak megfelelő színes tömbökben helyezték el a márványerezetű barnás papírkötésben lévő könyveket.
A selmeci szakrendet bemutató táblázatban a római számok szerinti számozás, a szakterület német és magyar megnevezése, valamint a gerincen szereplő címkeszínek szerepelnek:
| I.    | Matematischer Theil der Bergbaukunde Matematika a bányászat számára                  | fehér            |
| II.   | Physicalisch-chemischer Theil der Bergwerkskunde Fizika és kémia a bányászat számára | narancssárga     |
| III.  | Mineralogischer Theil der Bergwerkskunde Ásványtan a bányászat számára               | almazöld         |
| IV.   | Bergtechnik Bányászat                                                                | sötét szürkéskék |
| V.    | Hüttentechnik Kohászat                                                               | rózsaszínű       |
| VI.   | Salzwerkskunde Sótermelés                                                            | fekete           |
| VII.  | Münzkunde Pénzverészet                                                               | fekete           |
| VIII. | Forstwesen Erdészet                                                                  | sötétzöld        |
| IX.   | Technologie Technológia                                                              | világos olajzöld |
| X.    | Wissenschaftliche Schriften vermischten Inhalts Vegyes tartalmú tudományos művek     | világoskék       |
| XI.   | Literatur Irodalom                                                                   | barna            |
| XII.  | Karten Térképek                                                                      | narancssárga     |

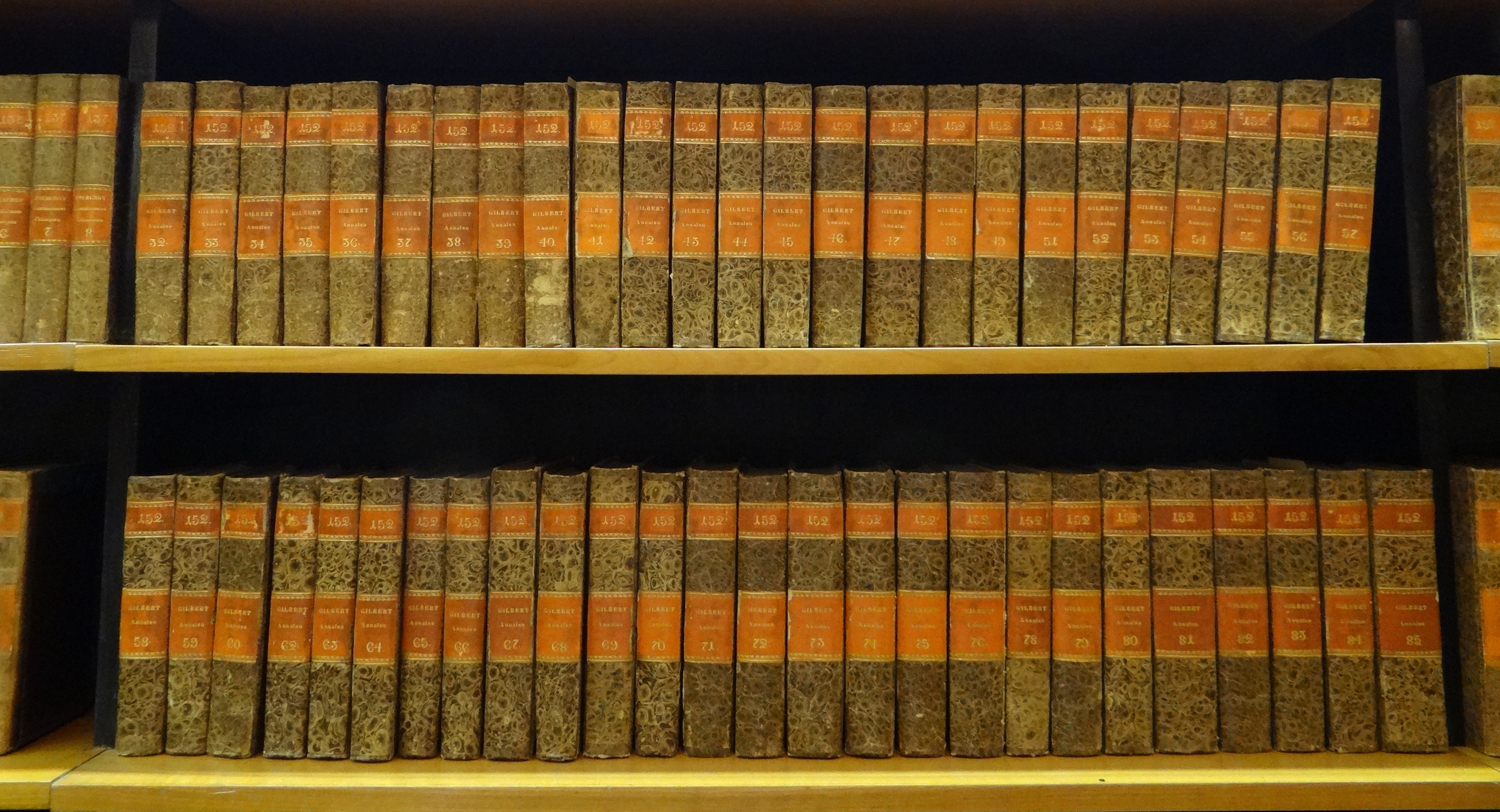
A II. szak könyvei

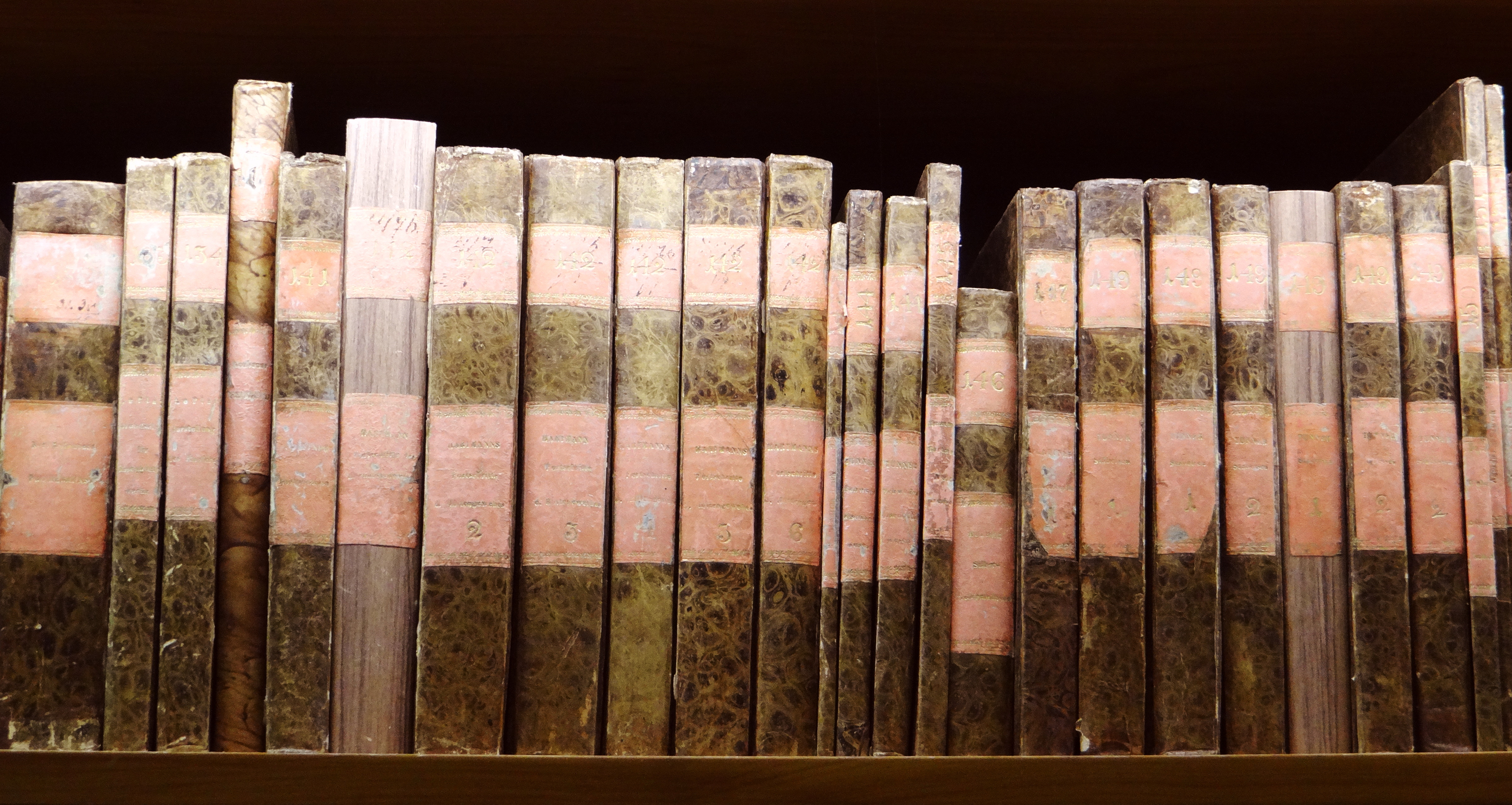
Az V. szak könyvei

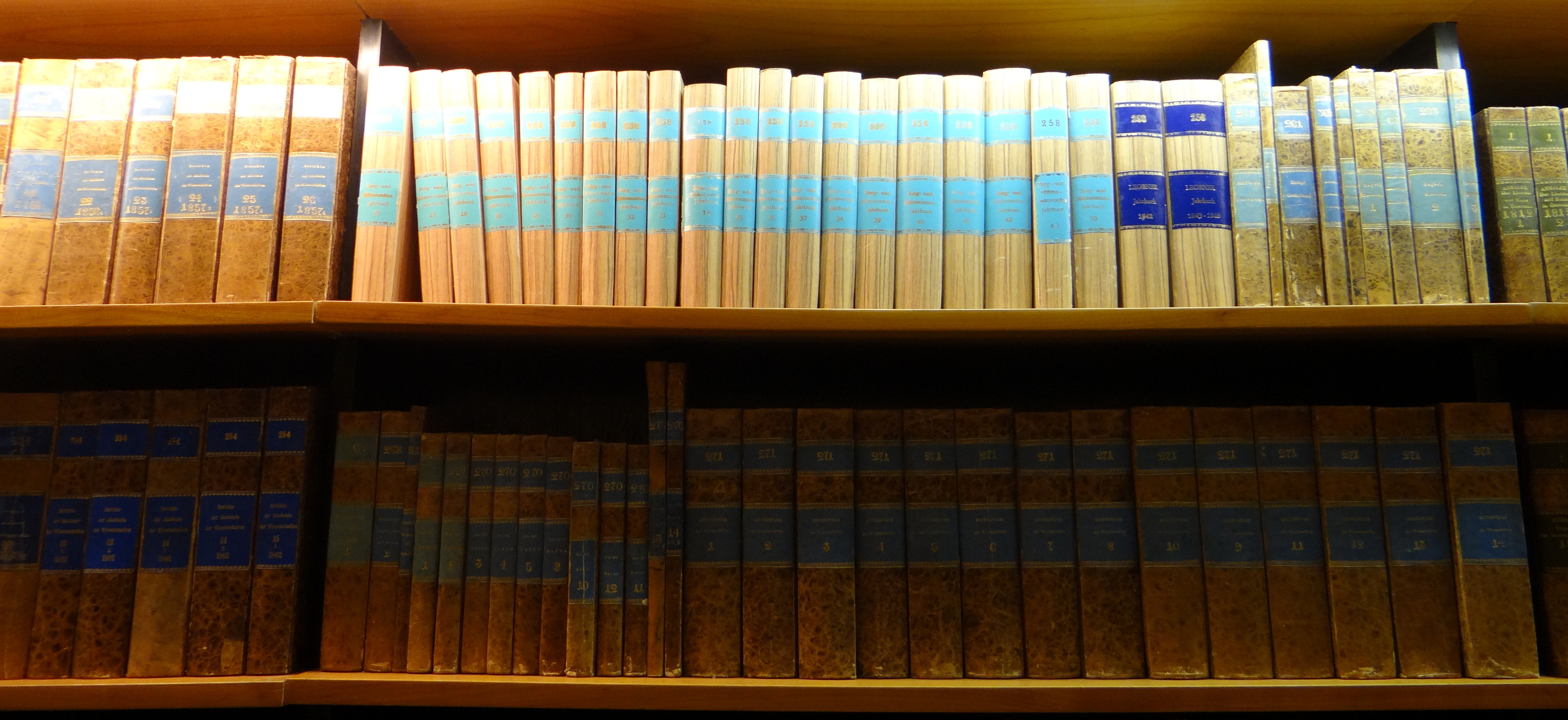
Az X. szak könyvei

A gyűjteményben számos kézirat is található, ezek azonban nem kaptak külön csoportot, hanem a megfelelő szakcsoportba sorolták őket.

### I. szak: Matematika a bányászat számára

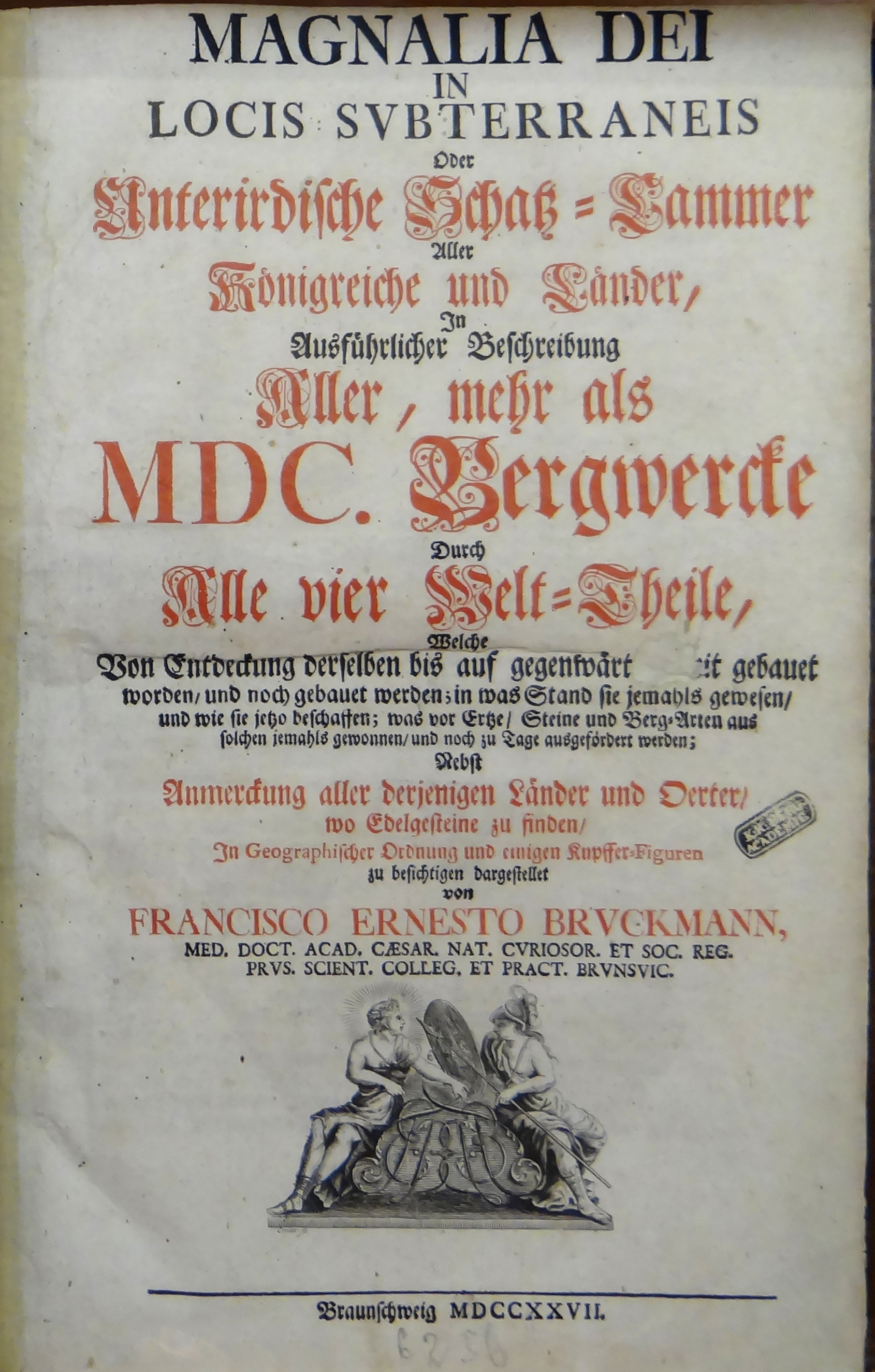
Franz Ernst Brückmann két kötetben foglalta össze a Föld országainak bányászatáról és kohászatáról az ismereteket (1727)

Az első szakon belül a matematikán kívül ide sorolták a geometriát, a bányamérést, a méréstant, a mechanikát, a hidraulikát, a gépészetet, valamint az építészetet. A szak állományának mintegy kétharmadát Miskolcon, egyharmadát pedig Sopronban őrzik. A szakba tartozó matematikai kézikönyvek és összefoglalások közül Chr. Wolff, J. Leupold, B. F. de Bélidor, A. G. Kästner, J. F. Weidler, Segner János András, J. F. Panther és J. F. Lempe műveit lehet kiemelni. A magasabb matematikát két Euler-mű és S. F. Lacroix differenciálegyenletekről szóló könyvei képviselik. A korábbi művek közül érdekesség az egykor Tycho Brahe tulajdonában lévő G. B. Benedetti-mű 1563-ból, valamint egy 16. és 17. századi Eukleidész-kiadás és egy Galilei-mű 1624-ből. A bányaméréstan irodalmán belül Rülein von Calw és Agricola könyvei tartoznak a legrégebbik közé. A 18. század végének két alapvető bányaméréstani műve F. L. Cancrin (1775–76), illetve J. F. Lempe freibergi bányászprofesszor (1782) nevéhez fűződik. A mechanikán belül Bernoulli hidrodinamikáját (1738) és E. Mariotte hidraulikájának német fordítását (1723) említjük meg.

### II. szak: Fizika és kémia a bányászat számára
Ez a szak tartalmazza a legtöbb kötetet, a szak teljes anyaga Miskolcon van. Fizika területén a fontosabb szerzők: Galilei, Mariotte, Boyle, Boskovich, Scheele, Priestley, Humboldt, Ampère, Biot, Faraday és Gay-Lussac. A kémia fontosságát mutatja, hogy a szak 85%-át a kémia szakirodalma teszi ki. A kémia irodalomgyűjteményei közül megemlítendő a flogisztonelmélet kidolgozójának, Georg Ernst Stahlnak öt műve. A tudományos kémia megalapozójának, Lavoisier-nek is több műve megtalálható, például fő műve, a Traité élémentaire de chimie (1789) is. N. J. Jacquin, a Selmeci Akadémia első professzora selmeci működése alatt írta meg az 1769-ben latinul, majd két évvel később németül is megjelent művét: Chymische Unter-suchung der Meyerischen Lehre von der fetten Saure und der Blackischen von der figirten Luft. Az analitikai kémia úttörőjének, a svéd Bergman gyűjteményes műveinek latin, német és olasz nyelvű kiadása is megvan. A selmeci tankönyvek közül M. Patzier négykötetes Anleitung zur metallurgischen Chemie (1805) című könyvét, illetve Gellert és Lampadius több kémiai művét lehet kiemelni.

### III. szak: Ásványtan a bányászat számára
Ide tartozik az ásványtan, a kristálytan, a kőzettan, a teleptan, a geológia és az őslénytan irodalma. A szak egésze Miskolcon van. A szerzők Enceliustól és Gesnertől kezdve Walleriuson és Delisle-en át Klaprothig és Born Ignácig tartanak. Rajtuk kívül meg kell említeni még Werner, Lyell, Delius és H. G. Bronn műveit.

### IV. szak: Bányászat
Itt találjuk a bányászaton kívül a bányajog és a bányagazdaság, valamint a bányagépészet egy részének irodalmát, valamint a bányászatot és a kohászatot együttesen tartalmazó kiadványokat is. A szak teljes anyaga Miskolcon van. A könyvtár legfontosabb kincsei közé tartozik Agricola De re metallicájának latin (1556) és német nyelvű (1557) első kiadása. A bányászati-kohászati szakirodalom kezdeteit J. Mathesius (1562), P. Albinus (1590), G. Meyer (1595) és Chr. Melzer (1684) könyvei reprezentálják. A 17. század anyagából a két klasszikust, G. E. Löhneysent (Bericht vom Bergwerck, 1617, 1690) és B. Rößlert (Berg-Bau-Spiegel, 1700) kell kiemelni. A világ bányászati földrajzát F. E. Brückmann adta közre 1727 és 1734 között három kötetben, a bányászati gépek enciklopédikus feldolgozását pedig H. Calvör adta ki 1763–65-ben. Korszakos mű Christoph Traugott Delius selmeci professzor bányatana (Anleitung zu der Bergbaukunst 1773, 1806, franciául: 1778). F. L. Cancrinus 21 kötetes bányászati-kohászati enciklopédiája (Erste Gründe der Berg- und Salzwerkskunde) 1773 és 1791 között jelent meg.

### V. szak: Kohászat

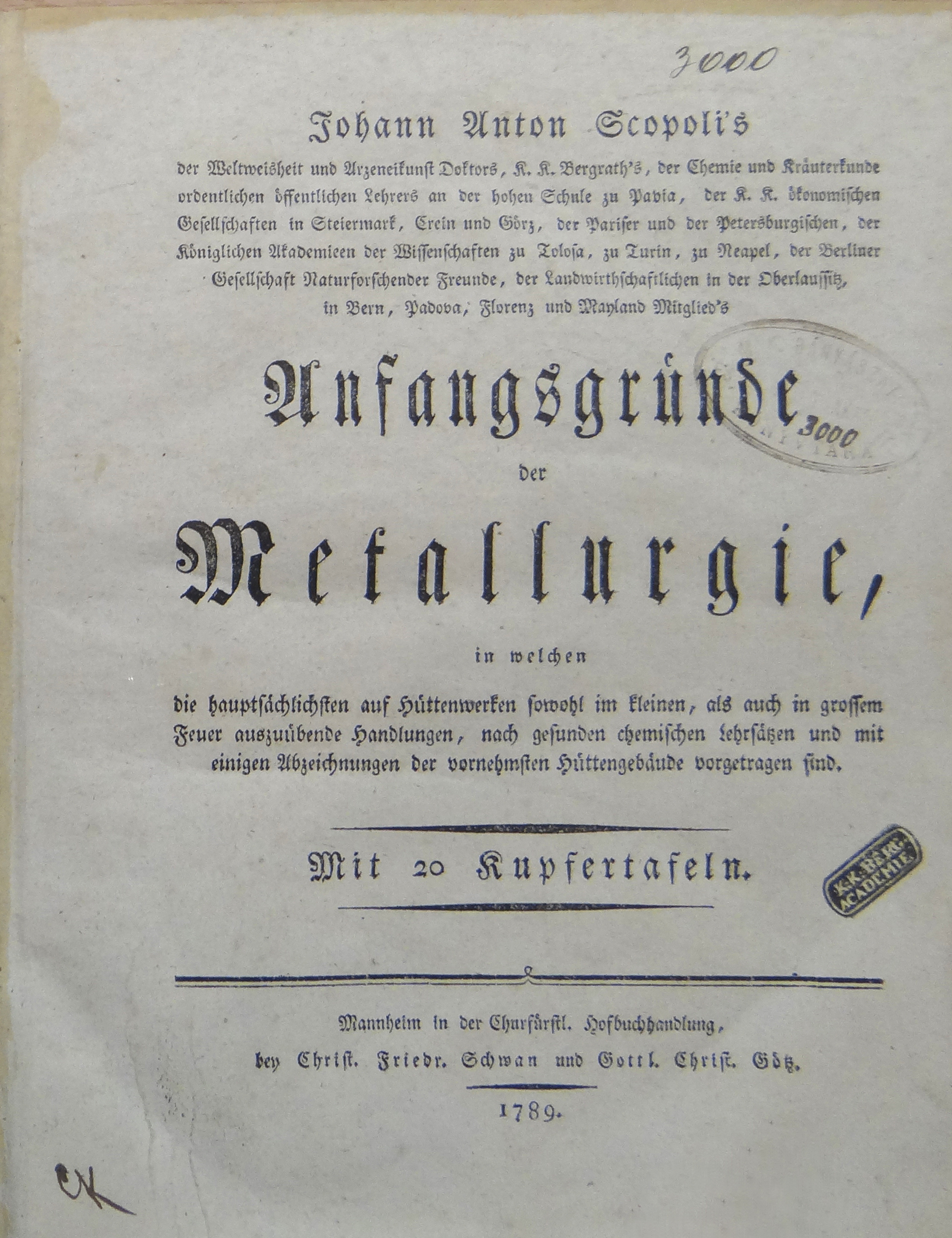
Giovanni Antonio Scopoli kohászattan könyve a halála után jelent meg (1789)

A szak teljes selmeci állománya megvan a gyűjteményben, amelynek több mint 40%-a a 16–18. századból való. A szak állományával kapcsolatban meg kell említeni, hogy sok mű közösen foglalkozik a bányászattal és a kohászattal, és azok a bányászati szakba vannak besorolva. A probier-buchok közül kiemelendő a száz év alatt nyolc kiadást megért Modestin Fachs Probier Büchlein című könyvének 1595-ös első kiadása, valamint Lazarus Ercker Aula subterranea alias Probier Buch című művének három kiadása (1629, 1703, 1736). Alvaro Alonso Bárba amerikai amalgamációs eljárást ismertető könyve 1640 és 1797 között hat nyelven, összesen harminc kiadást ért meg. A könyvtárban az 1739-es és az 1749-es német, valamint az 1751. évi francia nyelvű kiadás van meg. Chr. E. Gellert mindkét klasszikus műve, a kohászati kémia (1751) és a kémlészet (1755) első kiadásában van meg a könyvtárban. A kohászat kémiai alapokra épített tudományát W. A. Lampadius (1802–1826, 1827) és K. J. Karsten (1818, 1831) dolgozta ki műveiben. A Selmeci Akadémia professzorait Scopoli, Peithner, Patzier és Wehrle kohászati művei képviselik.

### VI. szak: Sótermelés
A sótermelés szakja kicsiny, mindössze 21 kötetből áll, mind Miskolcon van.

### VII. szak: Pénzverészet
A 46 kötetből álló szak hiánytalanul megvan a miskolci gyűjteményben. Pénzérme-katalógusokat és pénzügyi jogszabálygyűjteményeket tartalmaz. A gyűjteményben megtalálható Hirsch fontos bibliográfiája, a Bibliotheca numismatica (1760).

### VIII. szak: Erdészet
Az erdészet szak egész állományát Sopronban őrzik.

### IX. szak: Technológia
A IX. szak tartalma meglehetősen összetett, az általános műszaki-technikai és közgazdasági műveket, folyóiratokat, enciklopédiákat és sorozatokat sorolták be ide, de más témakörök is szerepelnek benne. Az enciklopédiák közül megemlítendő J. G. Krünitz 172 kötetes (1787–1841), J. S. Halle négykötetes (1761–65), J. G. Geissler tizenkét kötetes (1793–1802) és az Enzyklopädie für Künstler (1794–98) hatkötetes kiadványa. A sorozatok között a legjelentősebb a Description des Arts et Métiers német kiadása és az 1762–90 között 18 kötetben megjelent Schauplatz der Künste und Handwerke.

### X. szak: Vegyes tartalmú tudományos művek
A szak javát általános összefoglaló természettudományi művek és társulati-egyesületi kiadványok alkotják.

### XI. szak: Irodalom
A 300 kötetben lévő 34 leltári tételből 29 Miskolcon, négy Sopronban van, egy elveszett. Általában az irodalmi-művészeti folyóiratokat, újságokat és bibliográfiai kiadványokat sorolták ide.

### XII. szak: Térképek
A szak állománya (33 leltári tétel) Miskolcon van, atlasz jellegű vagy térképmelléklettel ellátott könyvek szerepelnek benne.

### Kéziratok
A selmeci szakrend nem sorolta külön szakba a kéziratokat, hanem a témájuknak megfelelő szakba helyezték el azokat. A bányajogi kéziratok között a legrégebbi az 1449-es schwazi bányarendtartás 1631-os másolata. Kiemelendőek Multz von Walda felső-magyarországi bányafelügyelő szép kivitelű kéziratai (1740–50-es évek). Nagyon fontos kordokumentumnak számít Giovanni Antonio Scopoli ásványtani előadásainak autográf kézirata (1770-es évek eleje), valamint Johann Thaddäus Peithner mechanikai-gépészeti előadásainak szintén autográf kézirata (1774).

## A Műemlékkönyvtár néhány ritkasága
A Selmeci Műemlékkönyvtárban számos unikum, értékes könyv, kiadvány található, de a gyűjtemény valódi értékét mégis az adja, hogy – minthogy gyakorlatilag hiánytalanul fennmaradt – egy nagy múltú intézmény tudományos színvonalát és fejlettségi fokát reprezentálja. Mindazonáltal néhány különlegesebb darabot nem érdektelen bemutatni.
- Georgius Agricola De re metallica című műve kétségkívül a gyűjtemény legértékesebb darabja. A könyv 1546-ban jelent meg latinul, majd 1557-ben németül. Magyarországon csak a Selmeci Műemlékkönyvtárban van meg mindkét kiadás. A könyv a bányászat-kohászat nélkülözhetetlen kézikönyve volt úgy két évszázadon át. A mű tizenkét fejezete a következő szakterületeket tárgyalja: geológia, bányamérés, bányaművelés, bányagépészet, kémlészet, ércelőkészítés, kohászat és egyebek.[60]
- Giovanni Battista Benedetti velencei csillagász egy kolligátumba[* 9] kötött műve (1563) egykor Tycho Brahe tulajdonában volt, amit a dán csillagász piros tintával jegyzett be (Tychonis Brache). A könyv Brahe prágai tartózkodása során kerülhetett át Johannes Kepler tulajdonába, majd Peithner anyagával került az akadémia tulajdonába.[61]
- Ugyanebben a kolligátumban található Sebastian Münster Rudimenta Mathematica című munkája. Könyvét Hans Dernschwamnak, a Fuggerek magyarországi faktorának ajánlotta. Münster korának egyik legkiválóbb természettudósa volt, az ő nevéhez fűződik az első világföldrajz megszerkesztése is.[61]
- Georg Engelhard Löhneysen Bericht vom Bergwerck című könyve (1617) egyetlen kötetben foglalja össze mindazt, amit akkoriban a bányászatról tudtak. Löhneyss a saját költségén adta ki a művét. Különlegessége, hogy a könyvet szép rézmetszetekkel illusztrálták. Az első kiadásból csak néhány példány maradt meg, mert a harmincéves háború során egy tűzvészben megsemmisült a nagy részük. 1690-ben újra kiadták.[61]
- Martin Pinger Venediger Buch című kéziratos könyvecskéjében különböző szerzők hasonló című munkáit jegyzetelte ki, illetve foglalta össze. A venediger buchok voltaképpen geológiai útinaplók voltak, amiket muranói, velencei üveggyártók megbízásából írtak színesfémek után kutató utazók. Pinger könyve a cseh- és morvaországi kutatások eredményeit foglalja össze.[61]
- Anton Mrakh selmecbányai hallgató kéziratos beszámolót (mai fogalmak szerint szakmai gyakorlati beszámolót, talán államvizsga dolgozatot) írt 1768–70-ben. Az írás a krajnai Idrija állami higanybányamű működéséről, az ott alkalmazott technológiáról szól. A könyvet kivételesen szép akvarellképekkel illusztrálta szerzője.[62]
- Pettkó János Bányászati szófüzére is kéziratos mű. Egyetlen példányban maradt ránk, és a magyar bányászati és kohászati szaknyelv első német-magyar szótárának számít. Pettkó János a kőzet- és földtan professzora volt, az ő irányításával és öt akadémiai hallgató közreműködésével, a Selmeci Magyar Olvasó Társaság kezdeményezésére jött létre a 2750 szó- és kifejezéspárt tartalmazó szótár. Az anyag sosem jelent meg nyomtatásban, az első német-magyar, illetve magyar-német szakszótárt az akadémia egykori hallgatója, Zsigmondy Vilmos állította össze, illetve szerkesztette.[63]

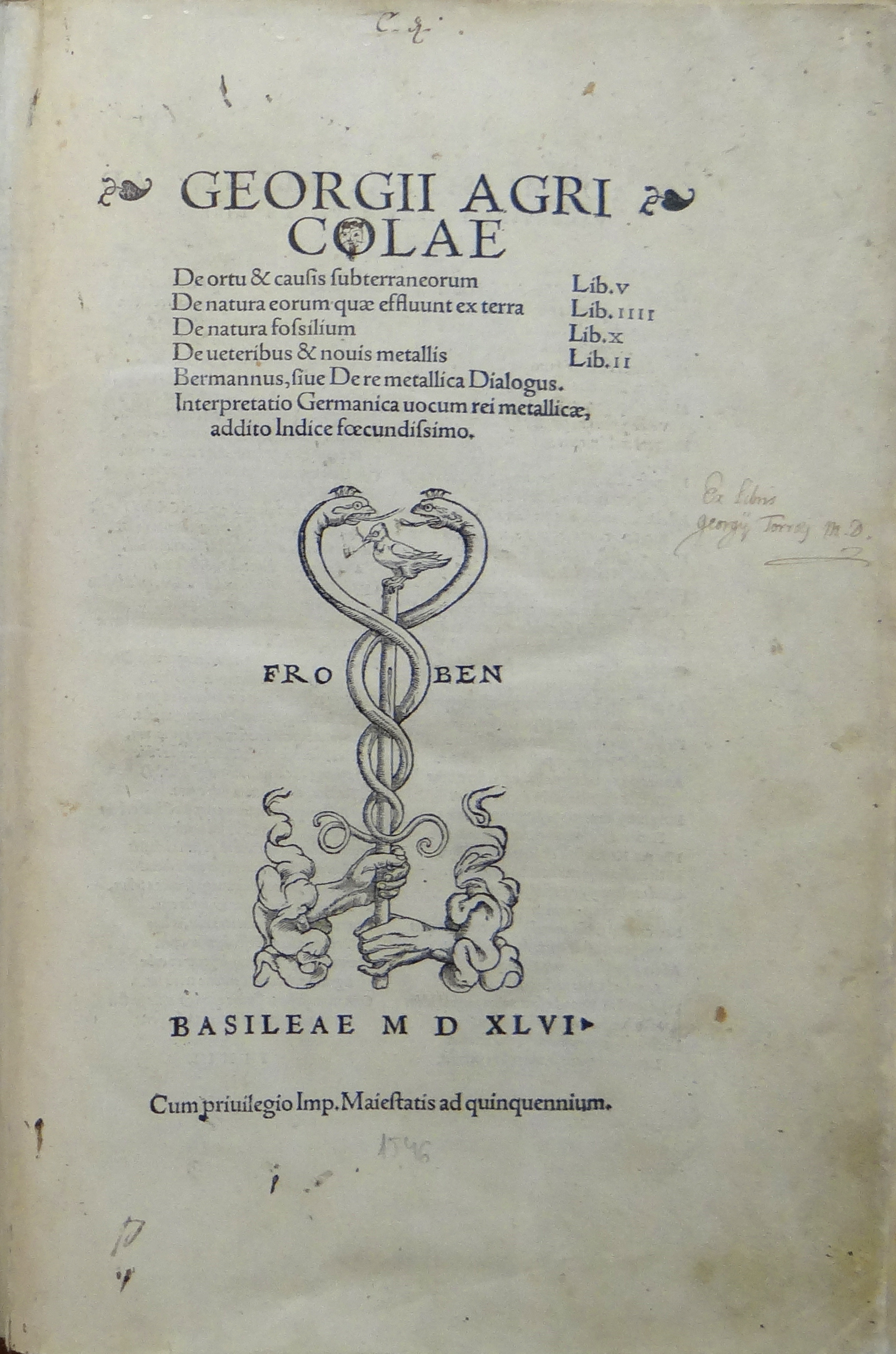
Agricola De re Metallica című művének első kiadása, 1546
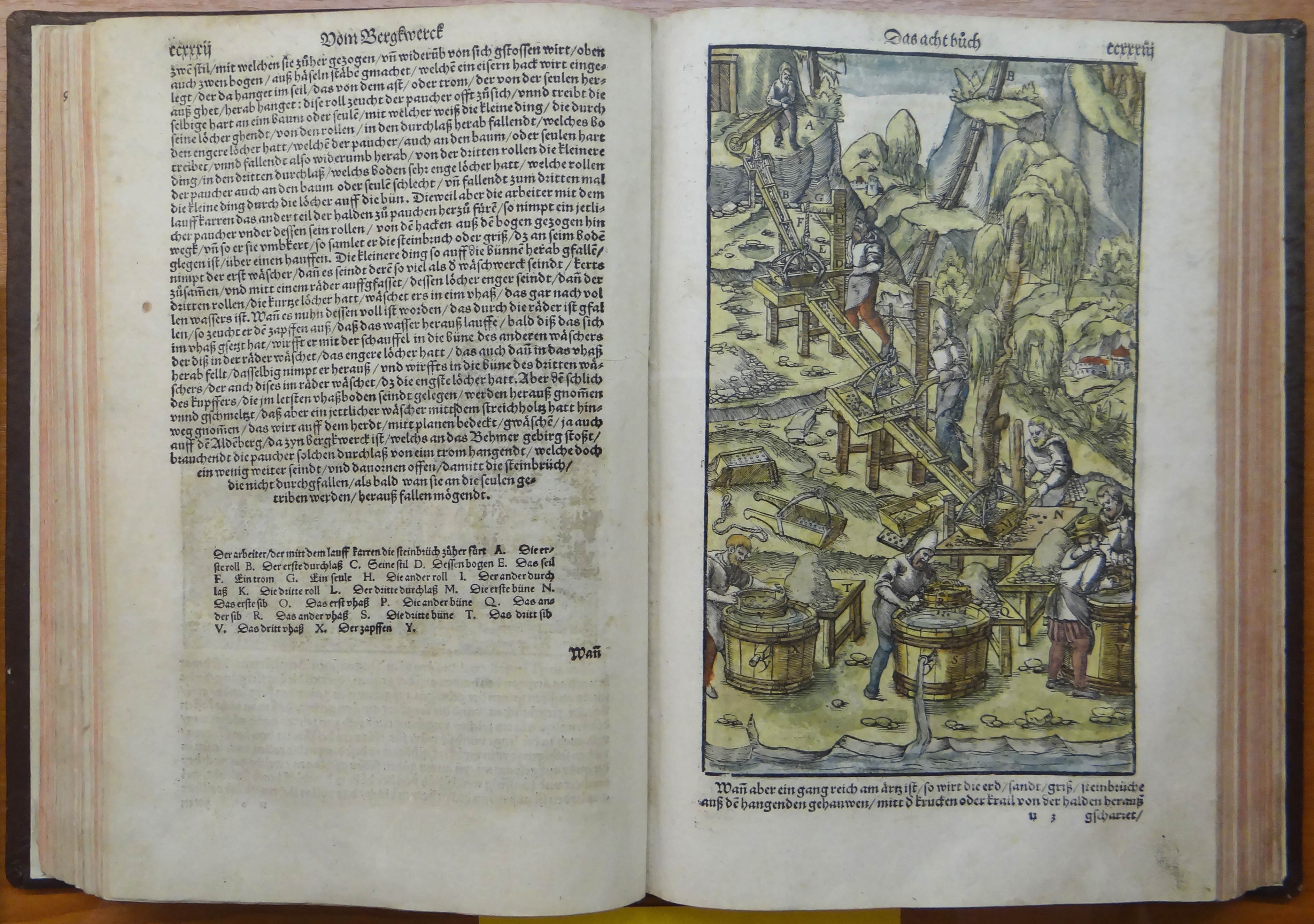
Képes oldal a De re Metallica 1557-es kiadásából
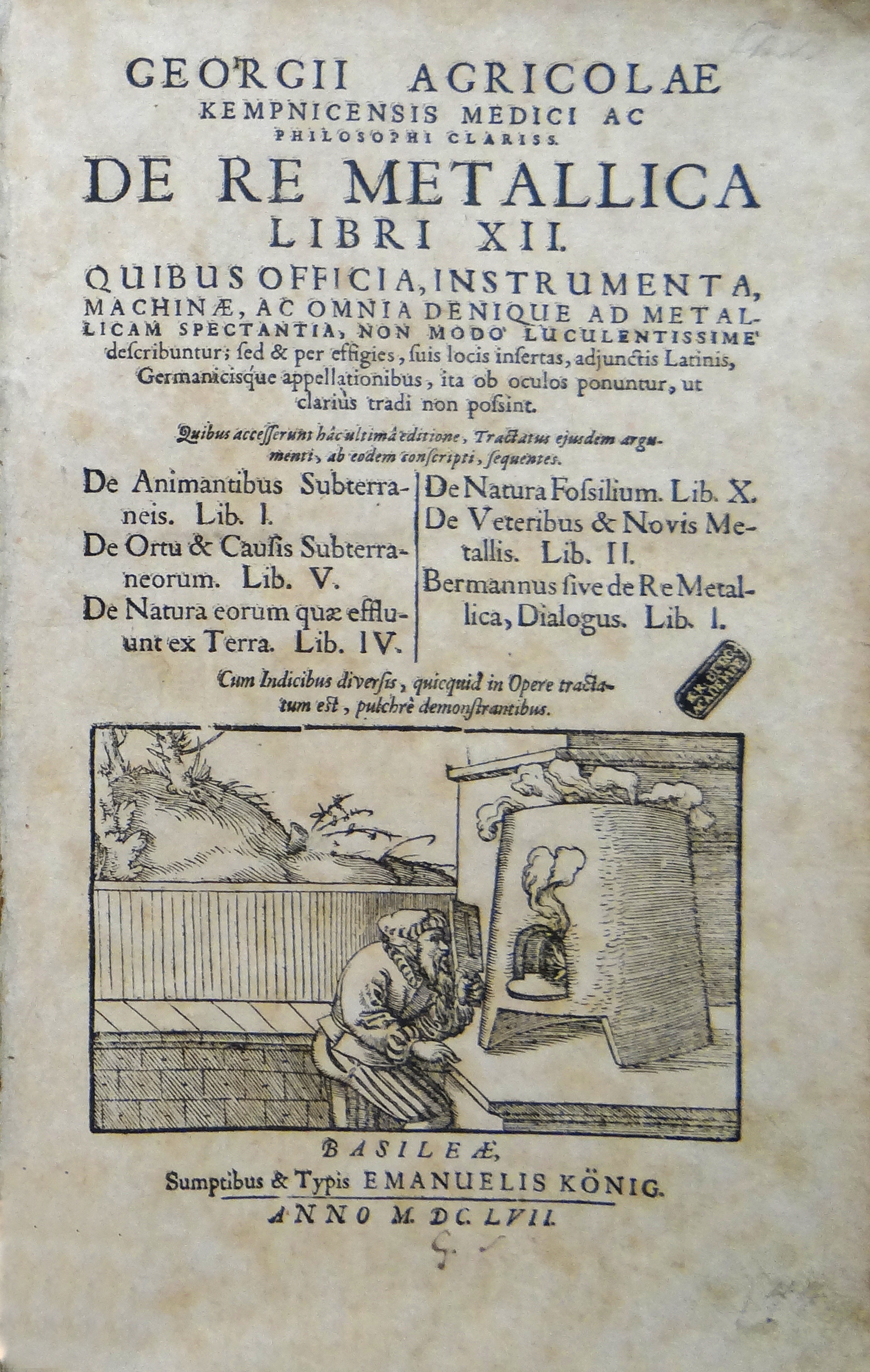
Agricola: De Re Metallica, 1657
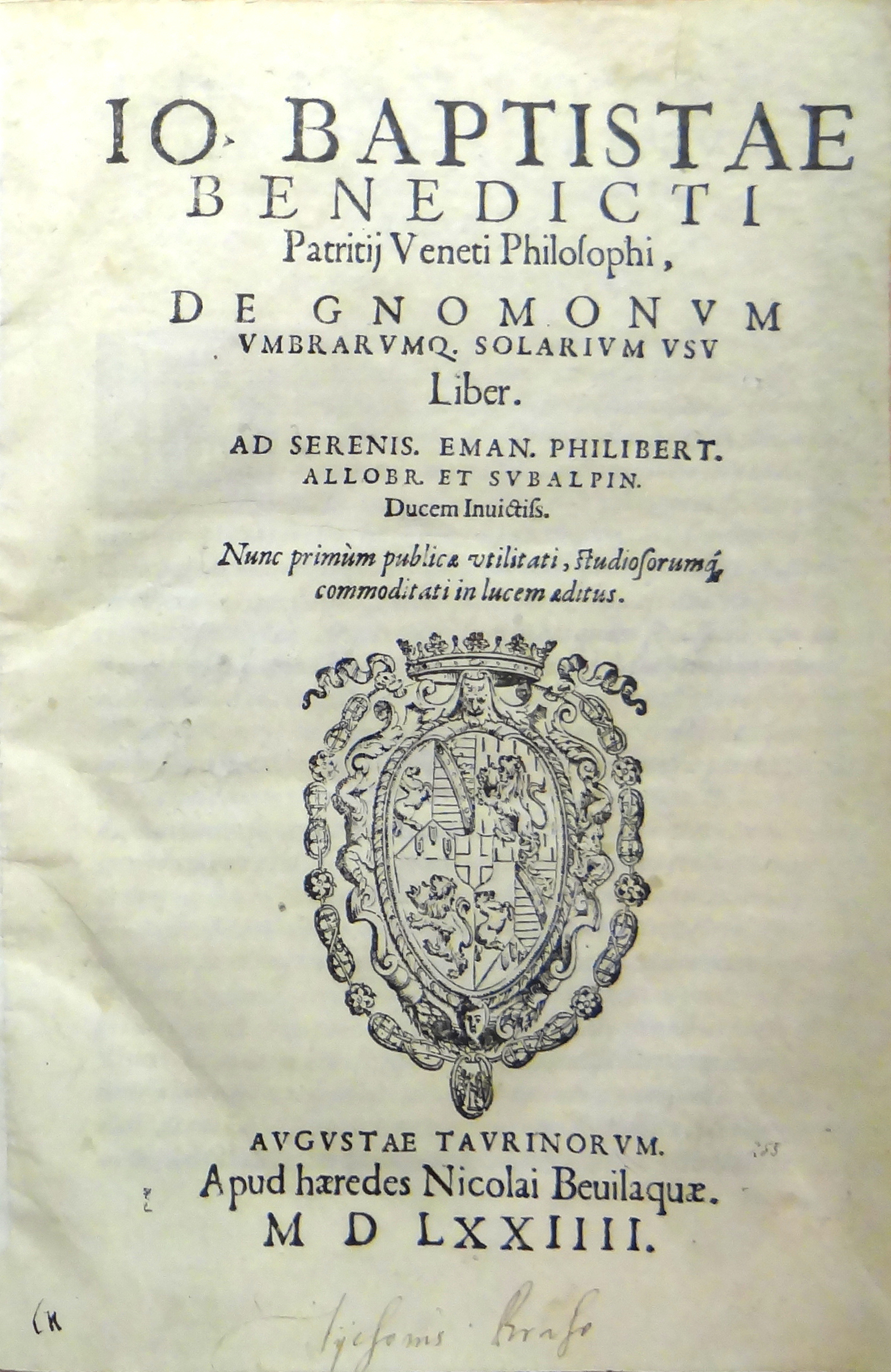
Giovanni Battista Benedetti műve (1574) Tycho Brahe kissé megfakult aláírásával
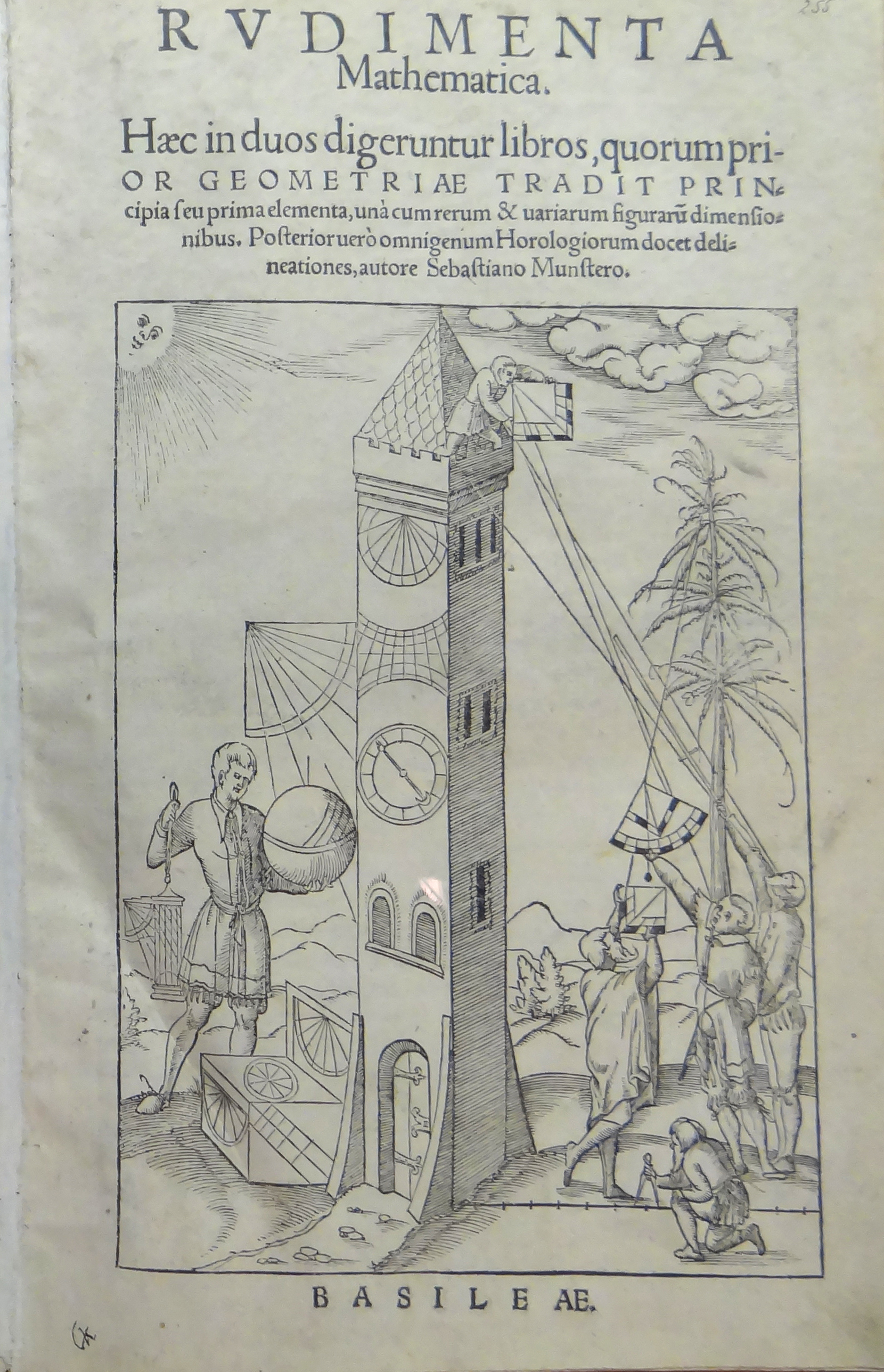
Sebastian Münster: Rudimenta Mathematica, 1551
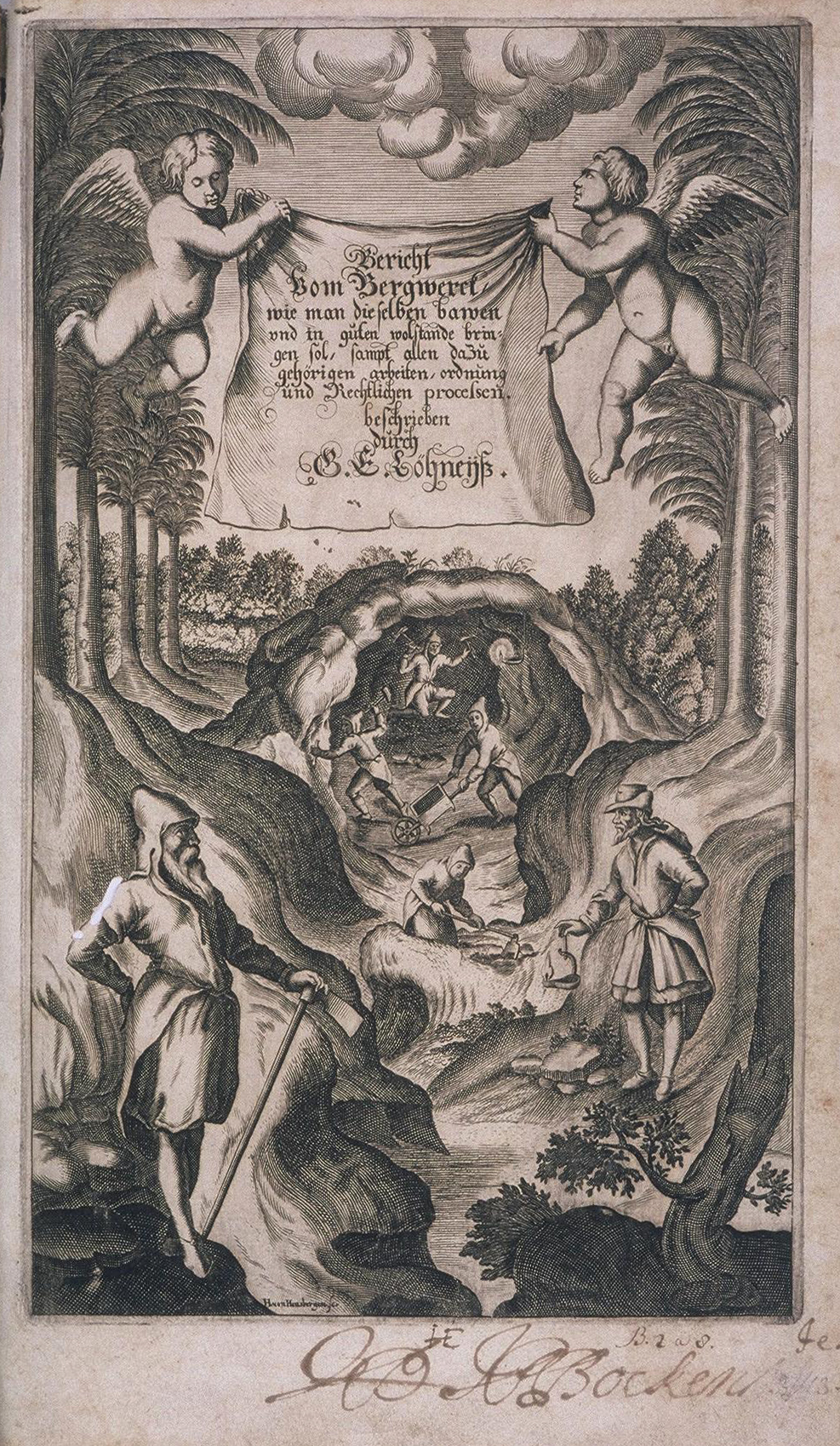
Georg Engelhard Löhneysen: Bericht vom Bergwerck, 1617
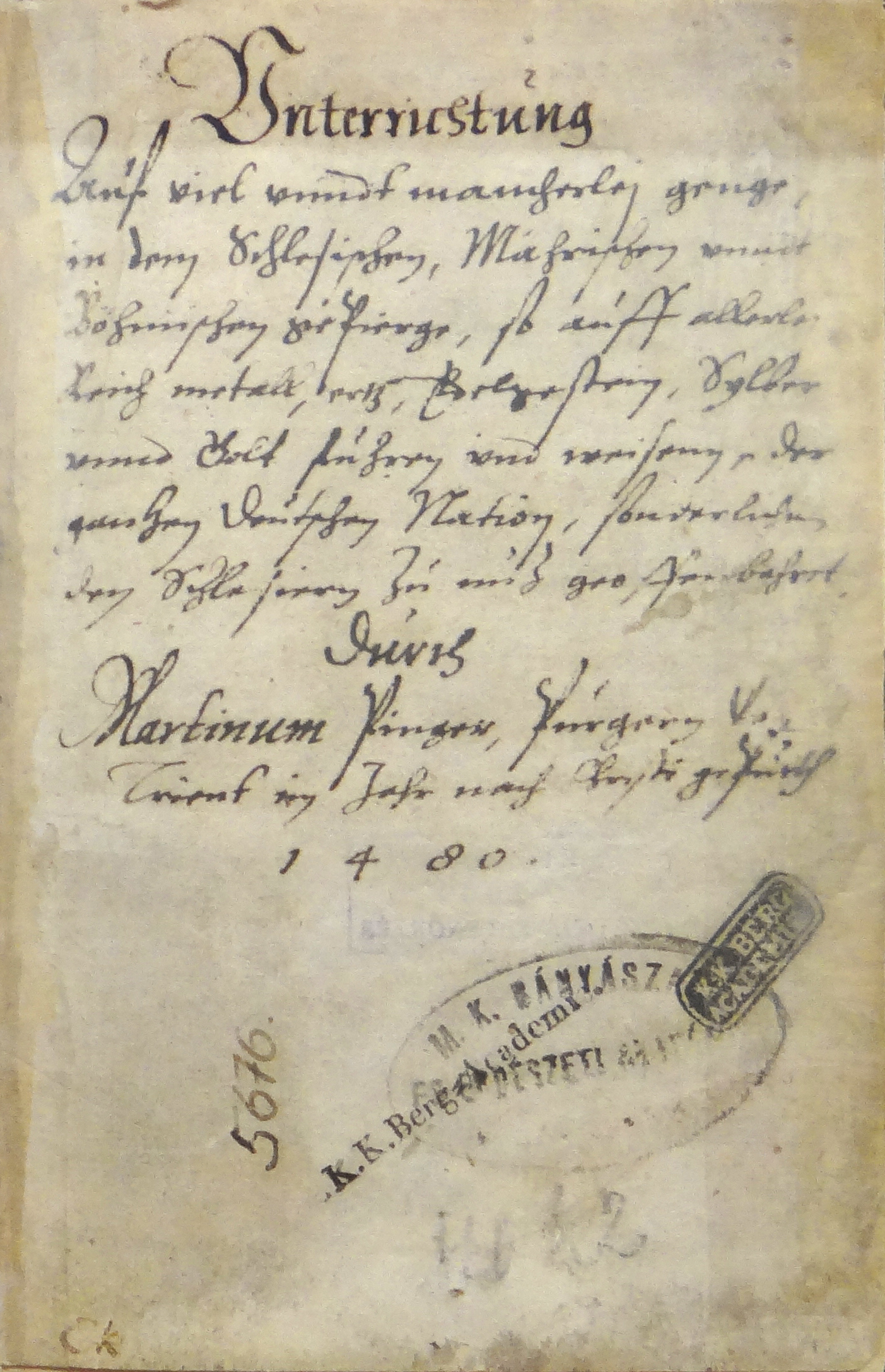
Venediger Buch, a könyvtár legrégebbi kézirata 1480-ból
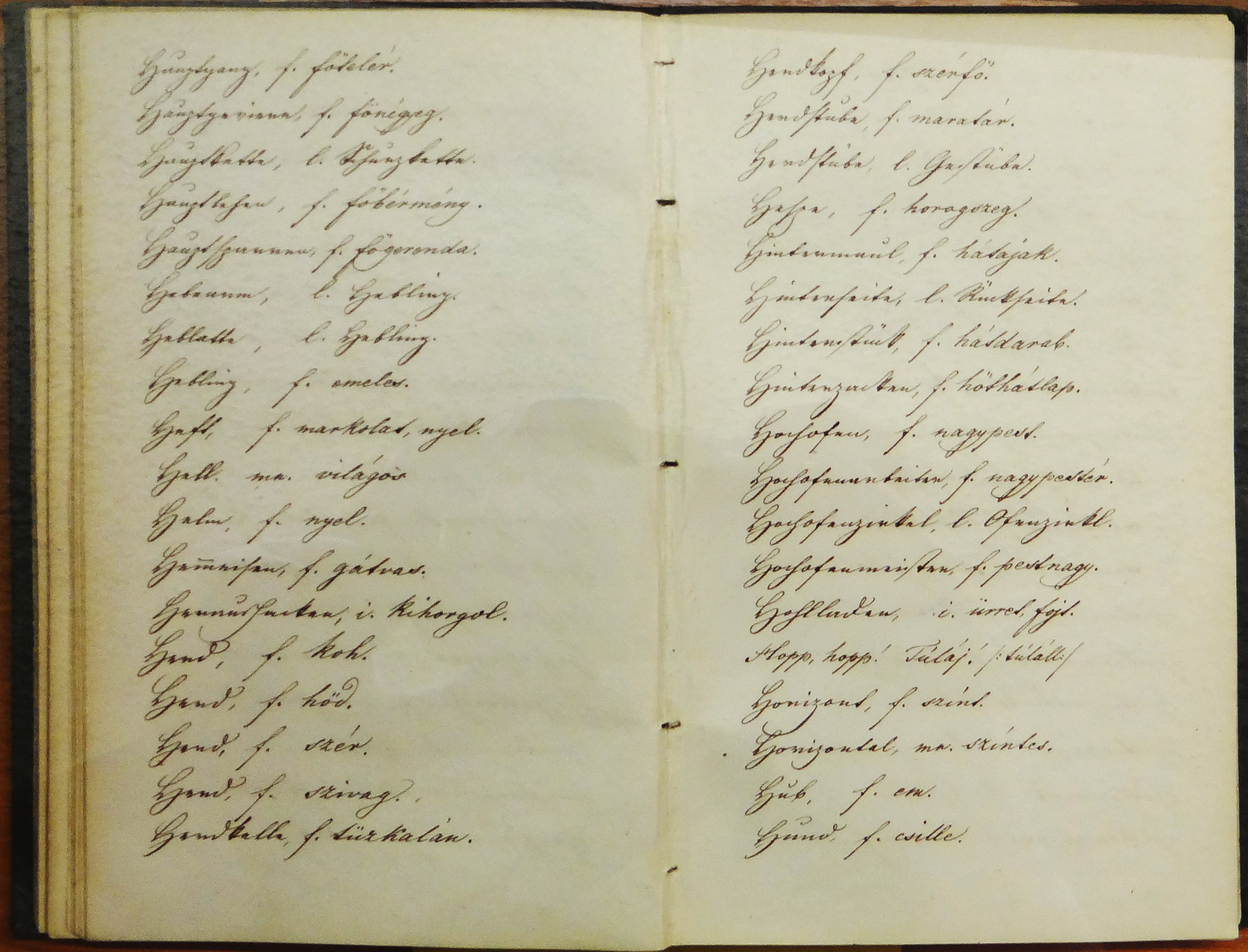
Pettkó János kéziratos műve: Bányászati szófüzér, 1845

## Galéria

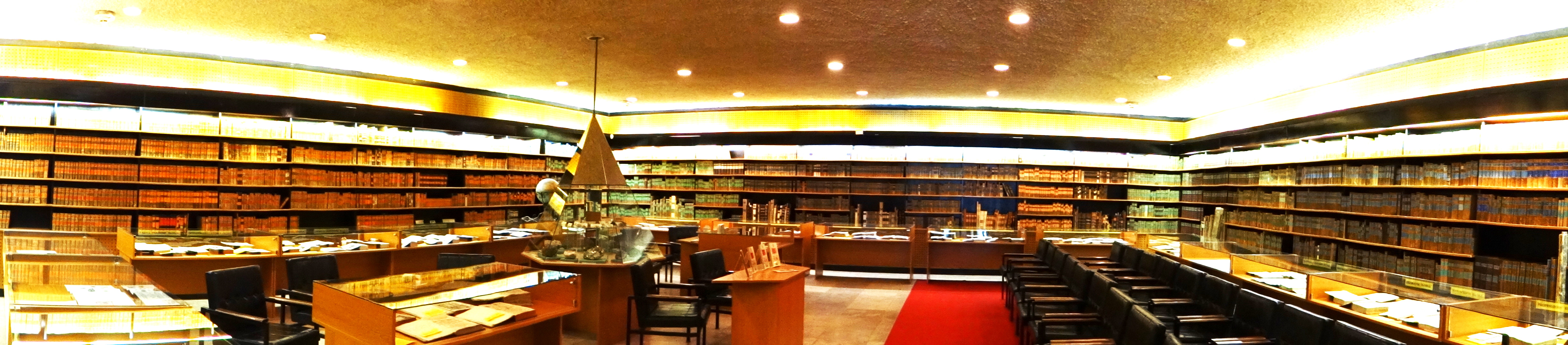
Panorámafelvétel a könyvtárról